# United States Navy
La United States Navy (lett. "Marina degli Stati Uniti"; abbreviato in U.S. Navy o USN) è la marina militare degli Stati Uniti d'America, una delle Forze armate della Repubblica Federale.
Responsabile della condotta delle operazioni militari navali, la sua missione è quella «di mantenere, addestrare ed equipaggiare forze navali pronte al combattimento e capaci di vincere le guerre, essere un deterrente per le aggressioni e mantenere la pace sui mari». Nell'anno fiscale 2008, contava 331.682 uomini e donne in servizio attivo e 124.000 nella Riserva della Marina, operando con 283 navi e più di 3.700 aeroplani.
Trae le sue origini dalla cosiddetta Marina Continentale (Continental Navy), fondata durante la guerra di indipendenza e smantellata nel 1790. La costituzione degli Stati Uniti d'America pose le basi per l'istituzione di una marina militare dando al Congresso il potere di «fornire e mantenere una Marina» (to provide and maintain a navy).
Secondo la riorganizzazione della U.S. Navy condotta dall'ammiraglio Chester Nimitz, le flotte attive nel Pacifico sono designate da un numero dispari, quelle attive nell'Atlantico e nel Mediterraneo da un numero pari.

## Storia

### La guerra d'indipendenza americana e la creazione
Il primo nucleo di tale forza fu la Continental Navy costituita il 13 ottobre 1775, quando George Washington annunciò di aver preso il comando di tre navi armate e aver ricevuto l'ordine dal Congresso Statunitense di fermare le navi britanniche a Boston. Tra le tre navi catturate, la più importante era la goletta USS Hannah che divenne la prima nave in assoluto degli americani. Quel giorno in seguito venne ricordato come la data di nascita della US Navy. Le tre prime vere navi furono la USS United States, la USS Constellation e la USS Constitution, tre fregate che furono commissionate in un ordine totale di 6 navi, che avrebbero formato la spina dorsale della Marina.
Tra la fine del XVIII e l'inizio del XIX secolo corso dei successivi venti anni combatté durante la "quasi-guerra" insieme alla Marine royale e affrontò gli Stati barbareschi nella prima e nella seconda guerra barbaresca, e gli inglesi nella guerra anglo-americana nel 1812.

### La prima guerra mondiale
La marina statunitense fu coinvolta in entrambe le guerre mondiali, ma giocò un ruolo decisivo solo nel secondo conflitto. In particolare l'arma subacquea era rimasta piuttosto indietro rispetto a quella delle altre grandi potenze, per cui il suo impiego non produsse alcun risultato tangibile. Gli USA entrarono in guerra nel 1917 con una manciata di sommergibili (42 di cui 24 diesel) di tipo costiero, che furono utilizzati per scortare il naviglio alleato o in funzione antisommergibili per pattugliare la costa est del paese mentre i più moderni vennero impiegati all'estero per pattugliare il mare al largo delle Azzorre e dell'Irlanda.
Il 2 dicembre 1917 la Marina spedì una divisione di 5 navi da battaglia a Scapa Flow, sede della Royal Navy. Queste navi costituirono la sesta squadra della flotta da battaglia della marina britannica. Successivamente tre navi da battaglia statunitensi operarono al largo di Bantry Bay. Infine più di 40 cacciatorpediniere prestarono servizio nelle acque europee a partire da maggio 1917.

### Il periodo interbellico
Durante il periodo interbellico furono attivi i cantieri principali quali il Lake Torpedo Boat Company e il Portsmouth Naval Shipyard nel New Hampshire, ma mentre il primo, con il taglio delle commesse al termine della guerra, interruppe l'attività nel 1922, il secondo divenne uno dei maggiori costruttori degli USA e tra il 1924 e il 1929 progettò e costruì 5 sommergibili lunghi 381 piedi. Tra il 1932 e il 1941 il Portsmouth Naval Shipyard costruì 22 sommergibili oceanici da 1500 tonnellate. Fu un in quel periodo che venne varato il primo sommergibile USS Pike completamente saldato, che permise una maggiore protezione contro le cariche di profondità e una maggiore quota d'immersione.

### La seconda guerra mondiale
Durante il secondo conflitto mondiale la Marina fu impegnata sia sul teatro del Pacifico, in cui ebbe il ruolo principale nella guerra contro il Giappone, sia su quello dell'Atlantico a supporto delle operazioni sul teatro Europeo. Ben presto la superiorità industriale s'impose sui nemici e, specialmente nel Pacifico, le portaerei statunitensi (e in particolare le numerose unità della classe Essex) annichilirono la flotta da battaglia giapponese.
In particolare riguardo ai sommergibili, la dottrina nel periodo fra le due guerre prevedeva che le unità assolvessero in fase difensiva alla funzione di scorta della flotta da battaglia e che in fase offensiva dovessero puntare primariamente a navi da guerra nemiche. Alla luce delle lezioni impartite nell'Atlantico dagli U-Boot tedeschi, entrambi gli assiomi si dimostrarono errati. I sommergibili statunitensi scatenarano un'offensiva estremamente efficace contro la marina mercantile giapponese, riducendo così al lumicino le capacità industriali e logistiche del nemico.
| Data        | Nuove costruzioni | Perdite   | Variazione netta | Totale a fine periodo | Indice |
| 12/07/1941  |                   |           |                  | 6 384 000             | 100    |
| 12/1941     | 44 200            | 51 600    | −7 400           | 6 376 600             | 99     |
| 1942        | 661 800           | 1 095 800 | −434 000         | 5 942 600             | 93     |
| 1943        | 1 067 100         | 2 065 700 | −998 600         | 4 494 400             | 77     |
| 1944        | 1 735 100         | 4 115 100 | −2 380 000       | 2 564 000             | 40     |
| 1/45 - 8/45 | 465 000           | 1 562 100 | −1 097 100       | 1 466 900             | 23     |

I sommergibili della United States Navy furono responsabili della perdita del 55% dei mercantili giapponesi La guerra contro i mercantili fu il singolo fattore che maggiormente si rivelò decisivo nel collasso dell'economia giapponese.
Verso il Giappone la U.S. Navy adottò fin dall'inizio una guerra sottomarina indiscriminata senza che ciò fosse stato concordato con il governo che aveva pubblicamente e ripetutamente criticato i tedeschi. In particolare proprio la guerra sottomarina, dal punto di vista ufficiale, indusse gli USA ad entrare in guerra a fianco degli alleati, sia nella prima sia nella seconda guerra mondiale. Il trattato navale di Londra, a cui gli U.S.A. aderirono richiedeva che i sommergibili si attenessero alle cosiddette prize rules, conosciute anche come cruiser rules. Non era proibito armare i mercantili o segnalare all'ammiragliato eventuali contatti con i sottomarini, ma ciò ne faceva de facto navi ausiliarie della flotta e le privava automaticamente della protezione suddetta. Queste regole facevano delle limitazioni alla guerra sottomarina lettera morta. Tra l'altro i sommergibili della U.S. Navy effettuarono missioni di ricerca e scoperta, salvataggio e operazioni a supporto della guerriglia e delle incursioni da parte delle forze speciali.

### La guerra fredda
Nel periodo della guerra fredda la marina ebbe un ruolo fondamentale: infatti le nuove portaerei nucleari come la USS Enterprise servirono come efficientissimo deterrente.

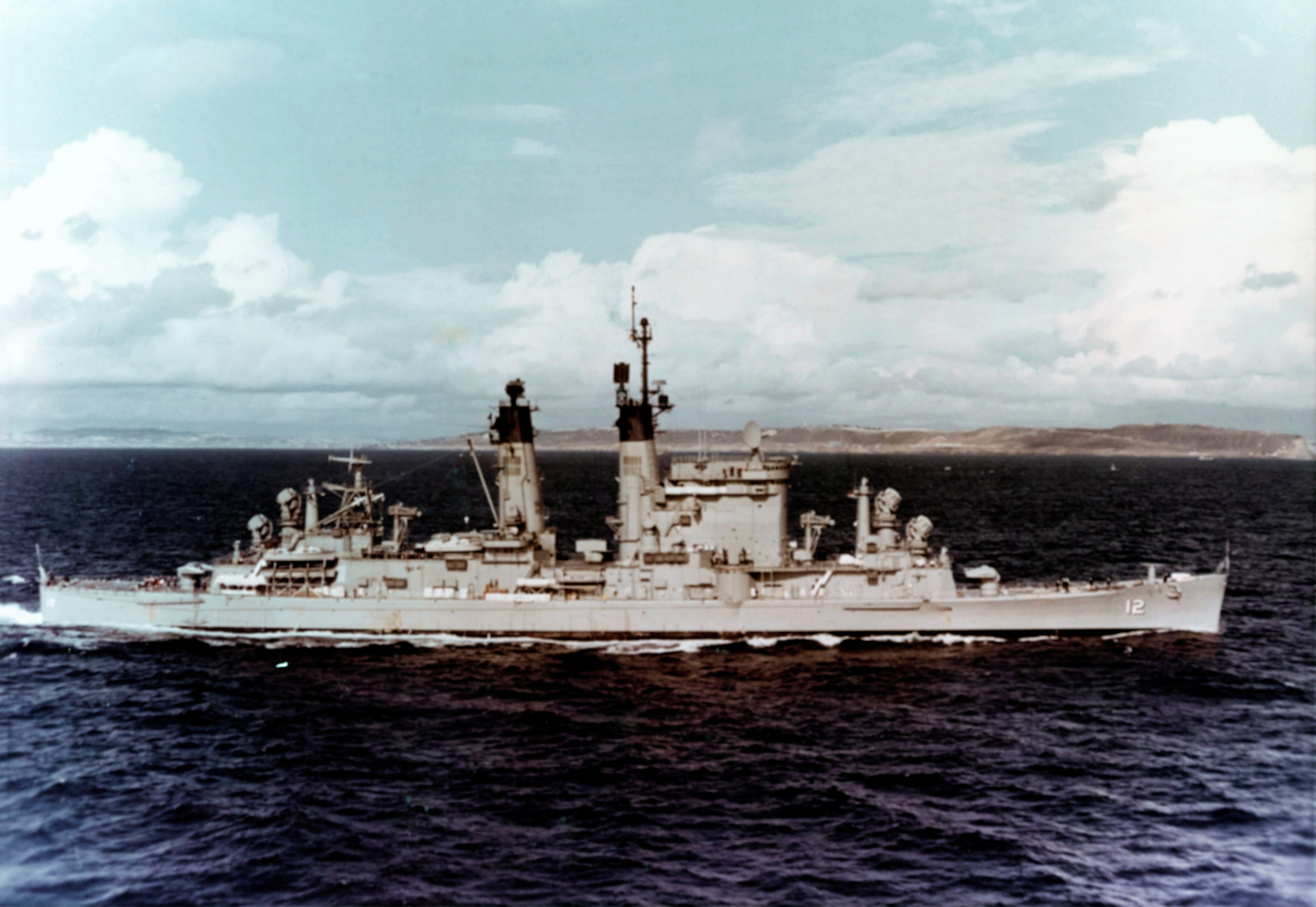

Circa 10 anni dopo la fine della seconda guerra mondiale la U.S. Navy iniziò a pensare a navi lanciamissili, quando l'esigenza di navi di nuova generazione, progettate fin dall'inizio per l'impiego di missili guidati iniziò ad affermarsi, con la progettazione di diverse classi di unità tra le 3.000 e le 10.000 tonnellate.
All'inizio alcune navi esistenti con armamento di artiglieria, abbastanza spaziose per ricevere i nuovi sistemi d'arma, vennero ammodernate con costosi e complessi programmi d'aggiornamento, ma ciò si rivelò una soluzione provvisoria prima che entrassero in servizio classi progettate ad hoc. Dopo parecchi anni in cui esse vennero considerate fregate missilistiche (FFG), le navi di oltre 6.000 tonnellate e armate con missili superficie-aria a lunga gittata, per considerazioni di prestigio, non avendo la US Navy in servizio incrociatori mentre la marina sovietica ne aveva diverse classi, vennero alla fine classificate ufficialmente come incrociatori missilistici (CG oppure CGN se a propulsione nucleare).

### Dal 1989 ad oggi
Ad oggi la flotta della U.S. Navy è estremamente potente e versatile, con una capacità di proiezione globale della forza; le sue portaerei sono la punta di diamante delle forze navali statunitensi, e rappresentano uno degli assetti operativi e strategici fondamentali in ogni conflitto combattuto dagli Stati Uniti. Attorno ad esse viene assemblato un gruppo da battaglia costituito da unità antiaeree e antisommergibile, che in navigazione si dispongono in due anelli concentrici con la vigilanza antisommergibile sull'anello esterno; nella zona protetta vengono a trovarsi anche le varie navi ausiliarie come rifornitori di squadra, navi portamunizioni, petroliere, necessarie a dare al gruppo una autonomia operativa che allo stato attuale nessun'altra forza navale riesce ad emulare; il gruppo di norma è costituito da una portaerei, due incrociatori o cacciatorpediniere lanciamissili (classe Ticonderoga i primi e classe Arleigh Burke i secondi) per la protezione antiaerea, quattro fregate antisommergibile della classe Oliver Hazard Perry, uno o due rifornitori di squadra e uno o due sommergibili nucleari come quelli della classe Los Angeles per assicurare uno schermo ancora più esterno rispetto all'anello delle fregate, all'interno del quale operano anche gli elicotteri antisommergibile tipo Sikorsky SH-60 Seahawk nelle versioni B e F, il primo imbarcato sulle portaerei e il secondo sulle fregate.
Lo stormo aereo imbarcato su una portaerei di norma comprende, dall'uscita dal servizio dell'Grumman F-14 Tomcat e dell'A-6 Intruder, quattro squadriglie di aerei multiruolo F/A-18E/F Super Hornet, una di aerei antisommergibile e da vigilanza Lockheed S-3 Viking fino al 2009, poi rimpiazzati anch'essi dai Super Hornet. Infine vi sono gli elicotteri antisommergibile Seahawk-B, gli elicotteri medi da trasporto truppe Boeing CH-46 Sea Knight dei quali si sta effettuando la sostituzione con i MV-22 Osprey entro il 2014. Infine i biturboelica C-2 Greyhound assicurano il collegamento con la terraferma e sono detti COD, Carrier Onboard Delivery (consegna a bordo), mentre gli E-2 Hawkeye costruiti sullo stesso telaio assicurano la vigilanza a distanza e la direzione degli aerei in volo con il loro radar aerotrasportato.

## Organizzazione

Schema semplificato dell'organizzazione della USN.

La U.S. Navy ricade sotto la giurisdizione del Dipartimento della Marina (Department of the Navy), al cui vertice è posto il Segretario della Marina, un civile. L'ufficiale più alto nella catena di comando è il Capo delle Operazioni Navali (Chief of Naval Operations), un ammiraglio a quattro stelle (il più alto grado raggiungibile in tempo di pace) direttamente al di sotto del Segretario della Marina. Allo stesso tempo, il Capo delle Operazioni Navali fa parte dello stato maggiore congiunto, che è il corpo decisionale con maggiore autorità, secondo solo al National Security Council, anche se svolge unicamente il compito di consigliere del Presidente degli Stati Uniti d'America e non rientra formalmente nella catena di comando. Il Segretario della Marina e il Capo delle Operazioni Navali sono responsabili dell'organizzazione, del reclutamento di nuovi membri, dell'addestramento ed equipaggiamento della Marina, affinché essa sia pronta per l'azione sotto il comando dei Comandanti Combattenti Uniti (Unified Combatant Commanders).

### United States Fleet Forces Command
- Type Commanders
- United States Second Fleet

### United States Pacific Fleet
- Type Commanders
- United States Seventh Fleet
- United States Third Fleet

### Naval Special Warfare Command
Lo US Naval Special Warfare Command (NSW) (Comando Navale Guerra Speciale) fu attivato il 16 aprile 1987 alla Naval Amphibious Base Coronado, a San Diego, California. Agisce come componente navale dell'United States Special Operations Command, con quartier generale a Tampa, Florida.

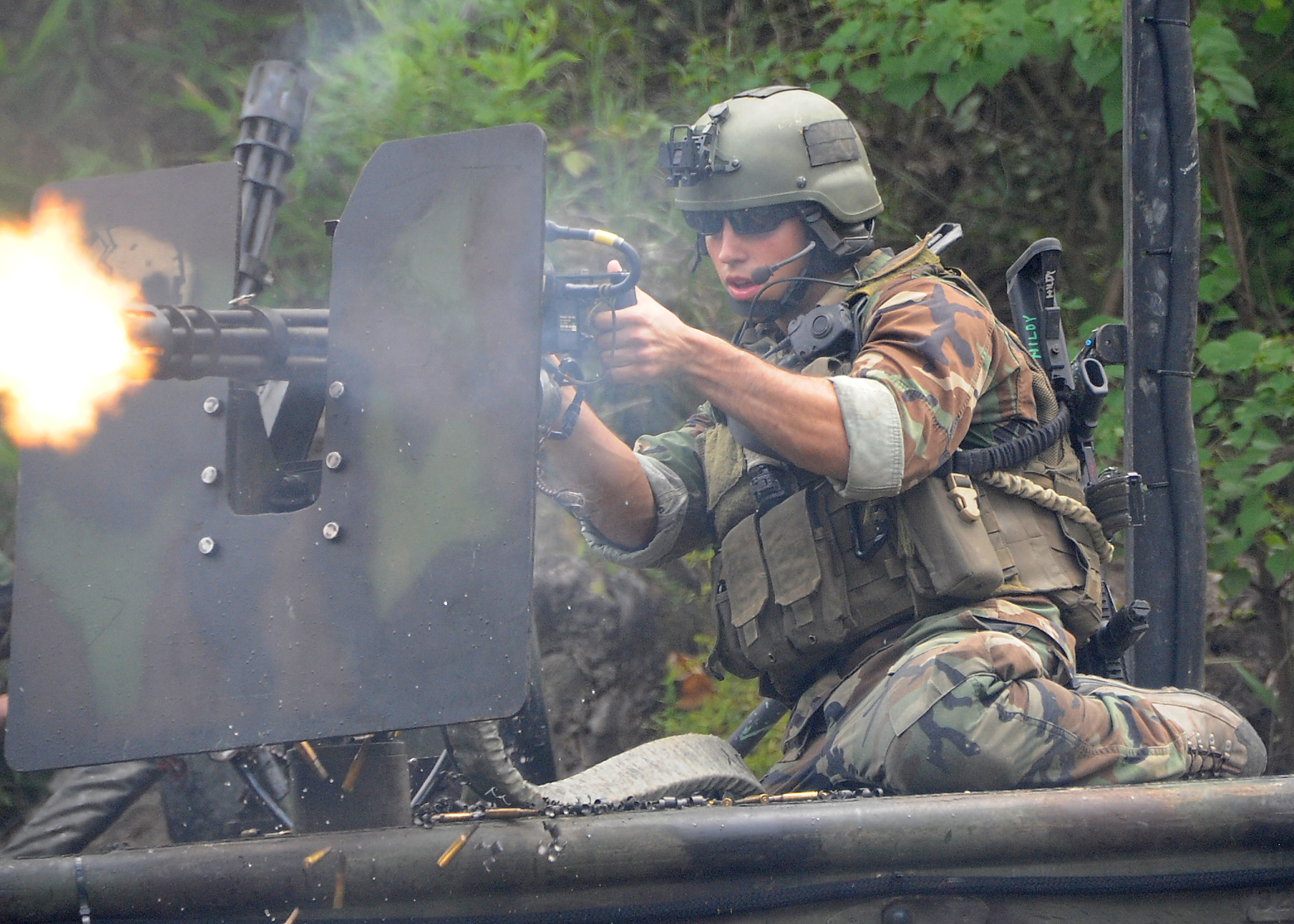
Un Special Warfare Combatant-craft Crewman (SWCC) spara con la mitragliatrice di bordo di una delle barche speciali dei SEAL.

Il Naval Special Warfare Command amministra, comanda, rifornisce e sovrintende alle forze speciali della Marina, assicurandosi che siano sempre pronte ad eseguire le operazioni assegnate loro dai comandi combattenti.
Il NSW è composto da 5 400 militari in servizio attivo, compresi 2 450 SEAL e 600 Special Warfare Combatant-craft Crewman (SWCC), coloro che manovrano le speciali imbarcazioni dei SEAL. Inoltre, l'NSW ha a disposizione una riserva di 1 200 unità, di cui circa 325 SEAL, 125 SWCC e 775 uomini del personale di supporto.

### United States Naval Aviation

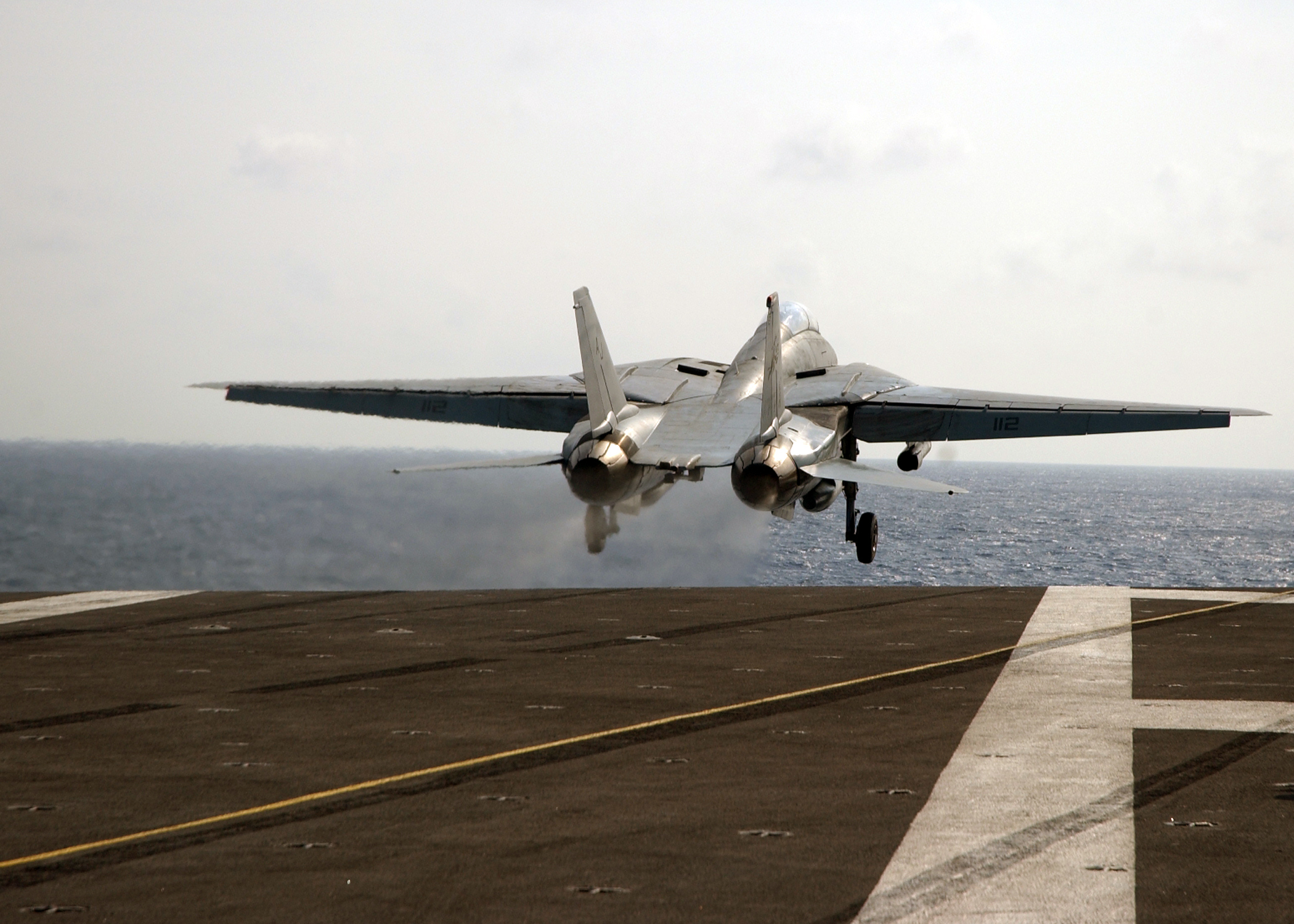
Un F 14 Tomcat decolla da una portaerei

### Military Sealift Command

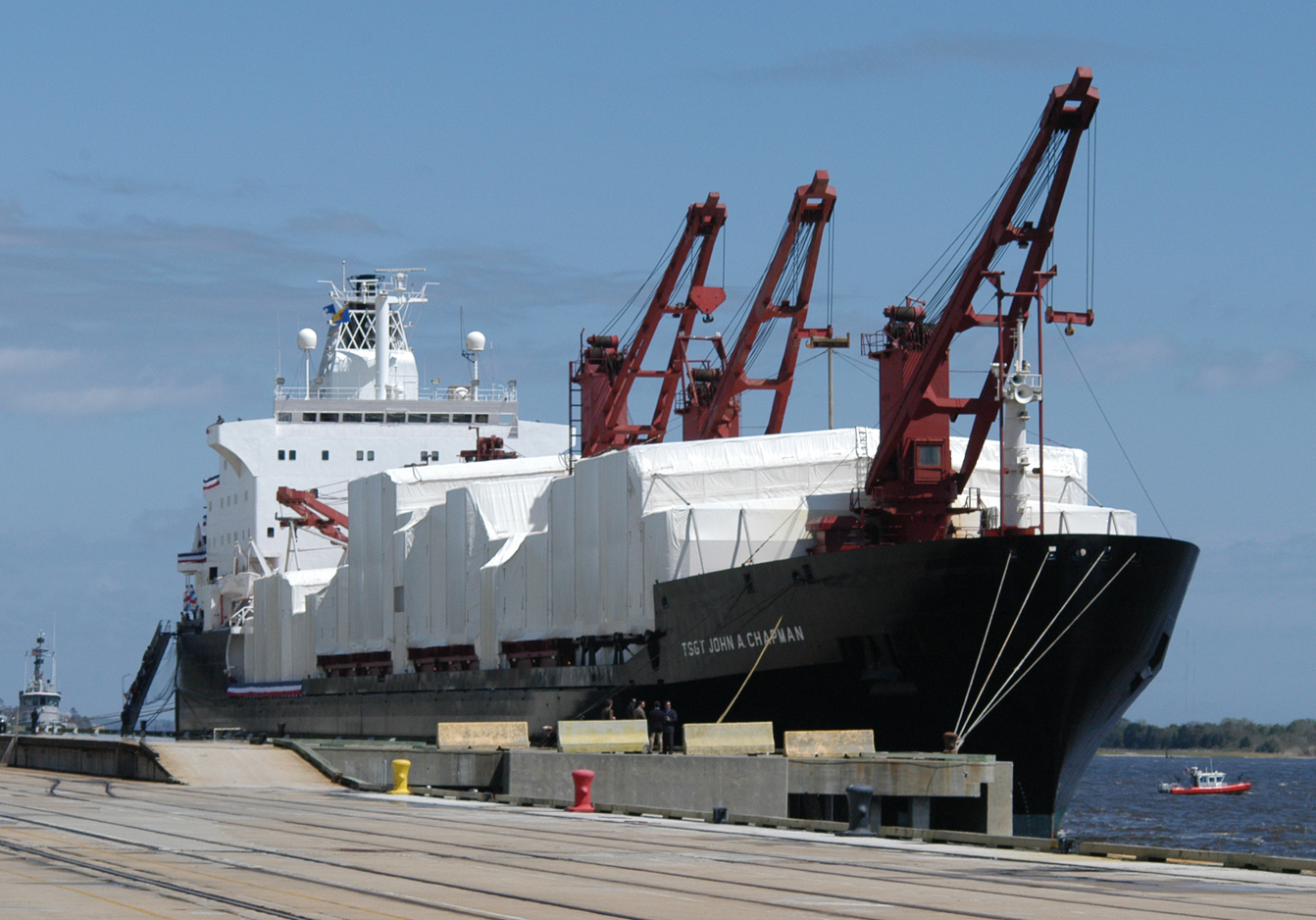
La nave container TSgt John A. Chapman, in servizio al Military Sealift Command.

Il Military Sealift Command (MSC) (Comando trasporto navale militare) coordina, sia per la US Navy che per l'intero Dipartimento della Difesa (DoD), i servizi di trasporto trans-oceanico di materiali, che possono includere equipaggiamenti, carburante, munizioni o altri beni, essenziali per il funzionamento della struttura militare in tutte le sue ramificazioni sul globo terrestre. Fino al 95% di tutti i rifornimenti necessari dalle forze armate degli Stati Uniti possono essere trasportate dal Military Sealift Command. L'MSC opera con circa 120 navi, a cui vanno sommate più di 100 di riserva. Esse non sono manovrate da marinai della USN, ma da personale civile della marina mercantile.

## Installazioni portuali

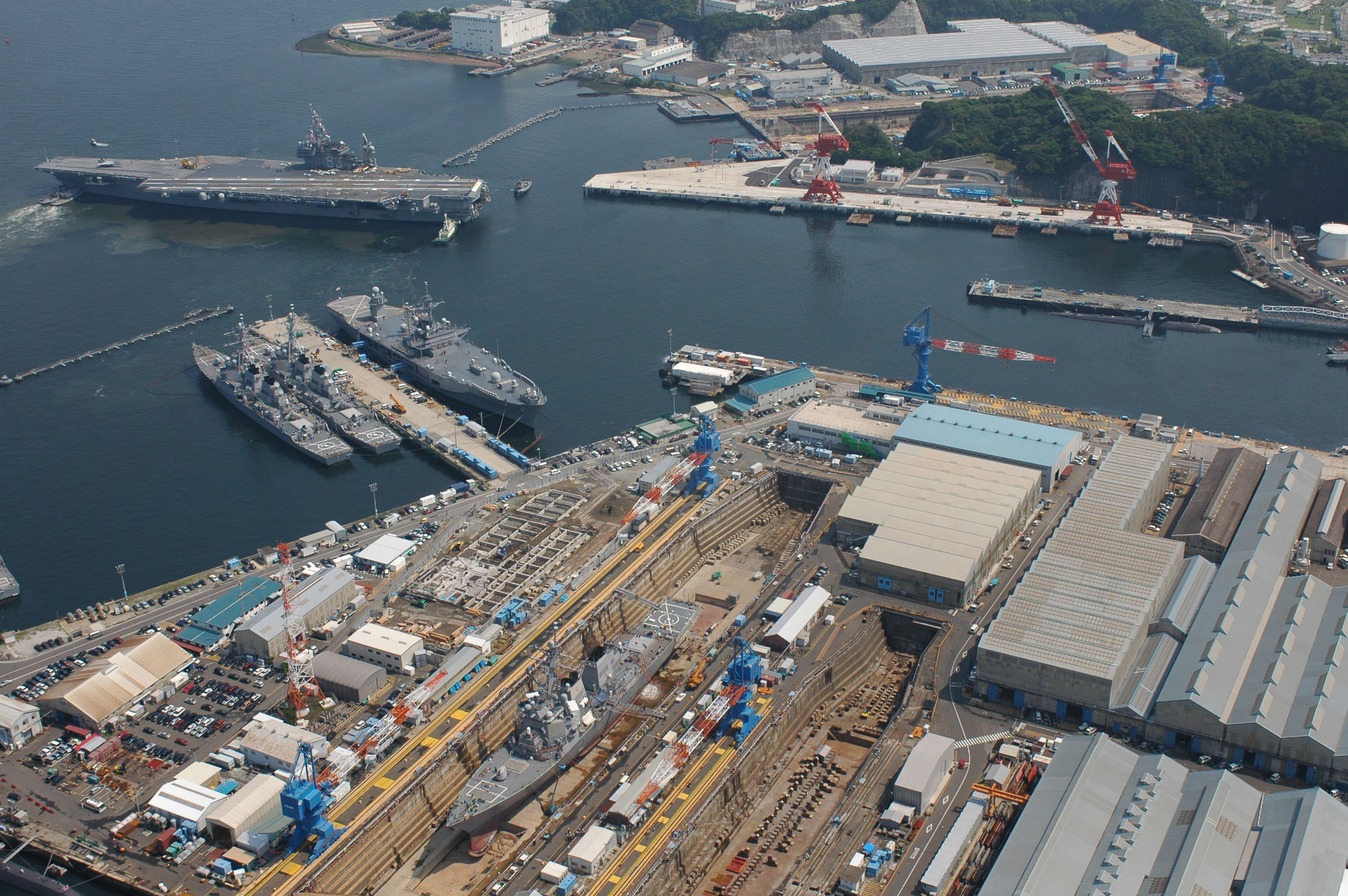
La portaerei approda nella base navale di Yokosuka, in Giappone.

La U.S. Navy mantiene installazioni e strutture sulla costa per supportare le operazioni delle flotte al largo. Esse si focalizzano sulla logistica e sulla prontezza al combattimento, essendo indispensabili per un uso continuativo, efficiente e completo delle forze navali. Il numero, e la varietà, dei comandi riflettono la complessità della moderna US Navy, e spaziano dal servizio informazioni militari all'addestramento del personale e alla manutenzione delle strutture di riparazione: due di questi sono il Naval Sea System Command (Comando Navale dei Sistemi Marini, che sovrintende alle operazioni logistiche e di riparazione delle forze marittime) e il Naval Air System Command (Comando Navale dei Sistemi Aerei, responsabile dei velivoli). Altri comandi, come l'Office of Naval Intelligence (Ufficio dell'Intelligence Navale), lo United States Naval Observatory (Osservatorio Navale degli Stati Uniti) e il Naval War College sono focalizzati sullo spionaggio e la strategia. I comandi dell'addestramento includono il Naval Strike and Air Warfare Center e la United States Naval Academy (Accademia Navale degli Stati Uniti).
La Marina mantiene diversi "Naval Forces Command" (Comandi delle Forze Navali), che amministrano le strutture costiere e servono come unità di collegamento per le locali forze di terra dell'United States Army e della United States Air Force. I Naval Forces Command rispondono ad un comandante di flotta, nel ruolo di protezione delle strutture terrestri dei comandi in mare. In tempo di guerra, tutti i Naval Forces Command aumentano fino a diventare task force all'interno di flotte primarie. Alcuni dei maggiori Naval Forces Command comprendono quello coreano (Commander Naval Forces Korea (CNFK)), quello delle isole Marianne (Commander Naval Forces Marianas (CNFM)) e quello del Giappone (Commander Naval Forces Japan (CNFJ)).

## La flotta

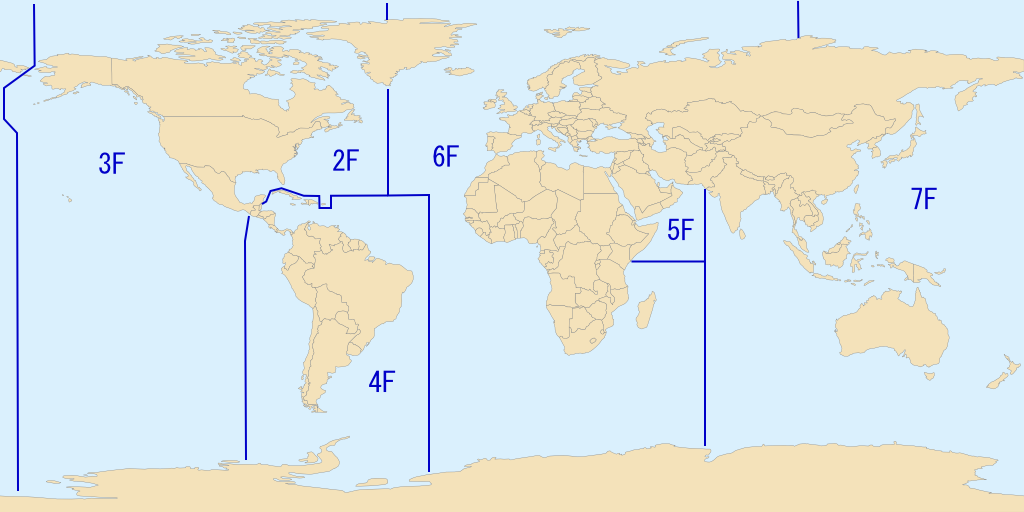
Aree operative delle flotte della U.S. Navy nel 2009.

Le flotte degli Stati Uniti coprono ognuna un settore dei mari del globo; col passare del tempo alcune di esse sono state disattivate. Ogni flotta ha la sua AOR (Area Of Responsibility - area di responsabilità) per cui una nave che entri nell'area di responsabilità di una flotta viene gestita da quella flotta. Ogni flotta ha assegnate delle navi in permanenza, ad eccezione della Quarta Flotta con base a Mayport (piccola comunità nei pressi di Jacksonville), Florida, che comunque controlla quelle che vengono a transitare nella sua AOR.
Tradizionalmente le flotte dislocate nel Pacifico hanno numerazione dispari, mentre quelle dislocate nell'Atlantico (e nel Mediterraneo) hanno numerazione pari. Esse sono ulteriormente raggruppate sotto comandi di zona: Il "Fleet Forces Command" (precedentemente chiamato "Atlantic Fleet"); la "Pacific Fleet", che raggruppa la Terza (con base a San Diego) e la Settima Flotta (con base a Yokosuka in Giappone); il "Naval Forces Europe" e infine il "Naval Forces Central Command", il cui comandante ha il cosiddetto "doppio cappello" (ossia riunisce il comando centrale e quello della Quinta Flotta). Ognuno di questi quattro comandi è ricoperto da un ammiraglio a quattro stelle.
La Prima Flotta, esistente dal 1947, fu rinominata Terza Flotta nel 1973. La Coast Guard viene spesso ritenuta la Prima Flotta in tempo di guerra, ma gli USA non hanno mai ufficializzato questa denominazione. Dal 1790 al 1798 gli Stati Uniti non avevano una marina, e le sole navi da guerra che proteggevano le coste erano i cutter doganali, i predecessori della attuale U.S. Coast Guard. Questo è il motivo per cui le navi della USCG vengono denominate cutter..

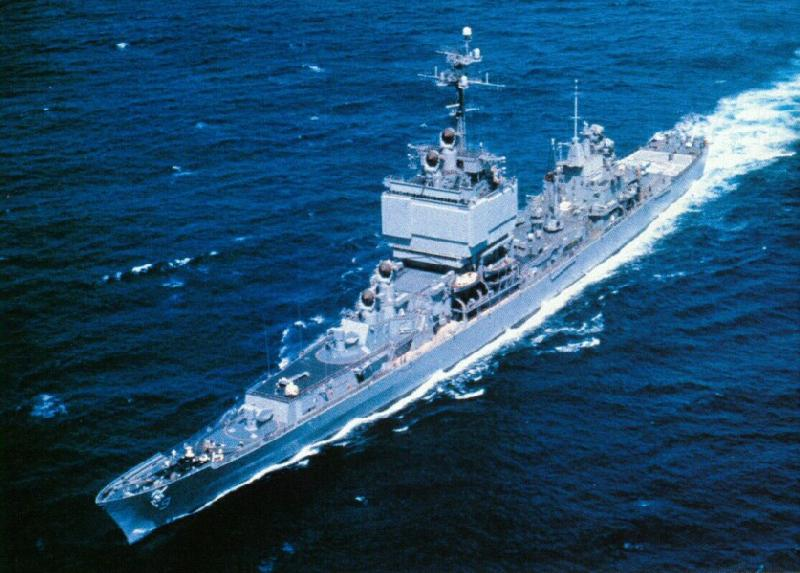
, negli anni 1960.

La Classe Albany era costituita da vecchi Baltimore ristrutturati per ospitare i missili e i radar moderni, negli anni cinquanta. Le navi erano armate con 2 lanciamissili Talos e 2 Tartar, oltre a 1 ASROC. I soli missili antiaerei erano 188. Le navi rimasero in servizio attivo fino agli anni settanta. La classe Boston era un altro derivato dei Baltimore, ma solo parzialmente riarmato con missili, 2 rampe per RIM-2 Terrier a poppa. Il primo incrociatore nucleare fu il Long Beach, armato con missili Talos (1 rampa e una scorta di 52 missili) e 2 Terrier (2 rampe con una scorta di 60 missili), e un radar FRESCAN per la scoperta aerea con antenna piana a scansione di fase nel torrione. Rimase esemplare unico, e venne via via ammodernato rimanendo in servizio per tutti gli anni sessanta, settanta e ottanta del ventesimo secolo. La classe Leahy era la prima di unità classificabili come incrociatori missilistici, anche se inizialmente le navi vennero definite fregate. Esse vennero realizzate in 9 esemplari all'inizio degli anni sessanta, assieme alla USS Bainbridge, basata sullo stesso scafo, ma con propulsione nucleare. Avevano 2 rampe di lancio per Terrier, ma nessun elicottero e poca artiglieria. La seconda serie di unità missilistiche era la classe Belknap, con altri 9 esemplari realizzati negli anni sessanta, oltre al prototipo a propulsione nucleare USS Truxtun. Erano armati con un cannone da 127 mm e un elicottero, ma questo comportò la rinuncia alla rampa di lancio poppiera, dimezzando il volume di fuoco missilistico antiaereo. La classe successiva fu la California, 2 unità nucleari dell'inizio anni settanta. Era armata con 2 rampe missili, ma di tipo a medio raggio Tartar/SM-1 e priva di elicotteri (nessun hangar, ma solo una piattaforma di atterraggio)
Dopo le due navi della classe California ne venne creata una versione migliorata, chiamata classe Virginia e realizzata in 4 esemplari. Essa aveva cannoni da 127 mm, elicotteri e missili SM-1, ma pur avendo 2 rampe di lancio era presente solo una coppia di radar illuminatori a poppa, lasciando le rampe di lancio missilistiche con 24 colpi al minuto complessivi ed appena 2 bersagli ingaggiabili; inoltre i radar disposti solo a poppa non permettevano di ingaggiare i bersagli sui 360 gradi, essendo schermati dalla sovrastruttura se il bersaglio si presentava in direzione di prua.
All'inizio del 2008 la U.S. Navy ha riattivato la Quarta Flotta come responsabile delle operazioni nell'area controllata dal Southern Command, che consiste nelle forze USA gravitanti sull'America centrale e meridionale.
La Marina degli Stati Uniti aveva sei flotte attive, numerate progressivamente. La Terza, Quinta, Sesta e Settima sono comandate da un ammiraglio di squadra (tre stelle) mentre la Quarta Flotta è comandata da un ammiraglio di divisione. La Seconda Flotta, creata nel 1950 e responsabile dell'Atlantico occidentale e del Mar dei Caraibi, è stata disattivata in settembre 2011. Il 4 maggio 2018 il capo delle operazioni navali, l'ammiraglio John Richardson, ne ha annunciato la riattivazione durante una cerimonia a Norfolk.
Nel 2011, parallelamente alla smobilitazione della Seconda Flotta, il Fleet Forces Command avrebbe preso in carico i compiti operativi della Seconda Flotta dal 30 settembre 2011. Questo significava effettivamente che la Task Force 20 (TF 20), sotto il vicecomandante della flotta, prendeva in carico questa missione. Alla Task Force 20 è succeduta la Task Force 80 dal 1º ottobre 2012, con TF-80 sotto il comando del direttore del Maritime Headquarters, Fleet Forces Command. L'ultima classe d'incrociatori statunitensi, presente in servizio a tutto il 2012, è data dalla Ticonderoga, realizzata su scafo del cacciatorpediniere classe Spruance in oltre 20 esemplari, dal 1983 agli inizi anni novanta. Essa ha avuto il sistema radar SPY-1 AEGIS e 2 rampe di missili Mk 26, sostituite poi con 2 Mk 41 VLS aventi pozzi di lancio verticale

## Rapporti con le altre forze armate

### United States Coast Guard
Anche se il Posse Comitatus Act, che impedisce alle forze militari federali di agire come una delle forze di polizia degli Stati Uniti, è riferito solo all'US Army e all'US Air Force, le regole del Dipartimento della Difesa stabiliscono che sia applicato anche alla US Navy e all'US Marine Corps, impedendo che essi possano far rispettare la legge federale. La United States Coast Guard, invece, svolge la funzione di forza di polizia navale: la guardia costiera fornisce quindi Law Enforcement Detachments (LEDETs) (Distaccamenti di forze dell'ordine) ai vascelli della Marina, a bordo dei quali i LEDETs svolgono il loro ruolo di polizia durante gli abbordaggi e le manovre d'interdizione. In tempo di guerra, o quando ordinato dal Presidente, la Guardia Costiera passa sotto il comando del Segretario della Marina, finché non ritorna alla sede originaria del Department of Homeland Security (Dipartimento della Sicurezza Interna). In altri casi, delle Coast Guard Port Security Units (unità di sicurezza dei porti della Guardia Costiera) sono inviate oltreoceano per supervisionare le attività portuali. Il Naval Coastal Warfare Groups della USN, che supervisiona le attività navali lungo le coste di paesi stranieri, è formato anche da personale della Guardia Costiera.

### United States Marine Corps
Nel 1834 i Marine furono affidati al Dipartimento della Marina. Storicamente lo United States Navy ha goduto di una relazione speciale con l'United States Marine Corps (USMC), parzialmente a causa del fatto che entrambi sono specializzati in operazioni marittime. L'USMC fa parte del Dipartimento della Marina e risponde al suo capo civile, il Segretario della Marina. Tuttavia il corpo dei Marine è considerata una forza armata a sé stante, completamente indipendente dalla Marina; il più alto ufficiale dell'USMC, il Comandante del Corpo dei Marine, non è subordinato a nessun ufficiale della US Navy.
I Marine decorati con la Medal of Honor ricevono la medaglia nella versione della Marina, e la Navy Cross (Croce della Marina) può essere conferita a membri dell'USMC. La United States Naval Academy (Accademia Navale degli Stati Uniti) forma i futuri ufficiali dei Marine, mentre gli istruttori alla Scuola Candidati Ufficiali della USN sono sottufficiali dei Marine; nell'Aviazione Navale sono presenti piloti, avieri ed equipaggi di entrambe le forze armate.

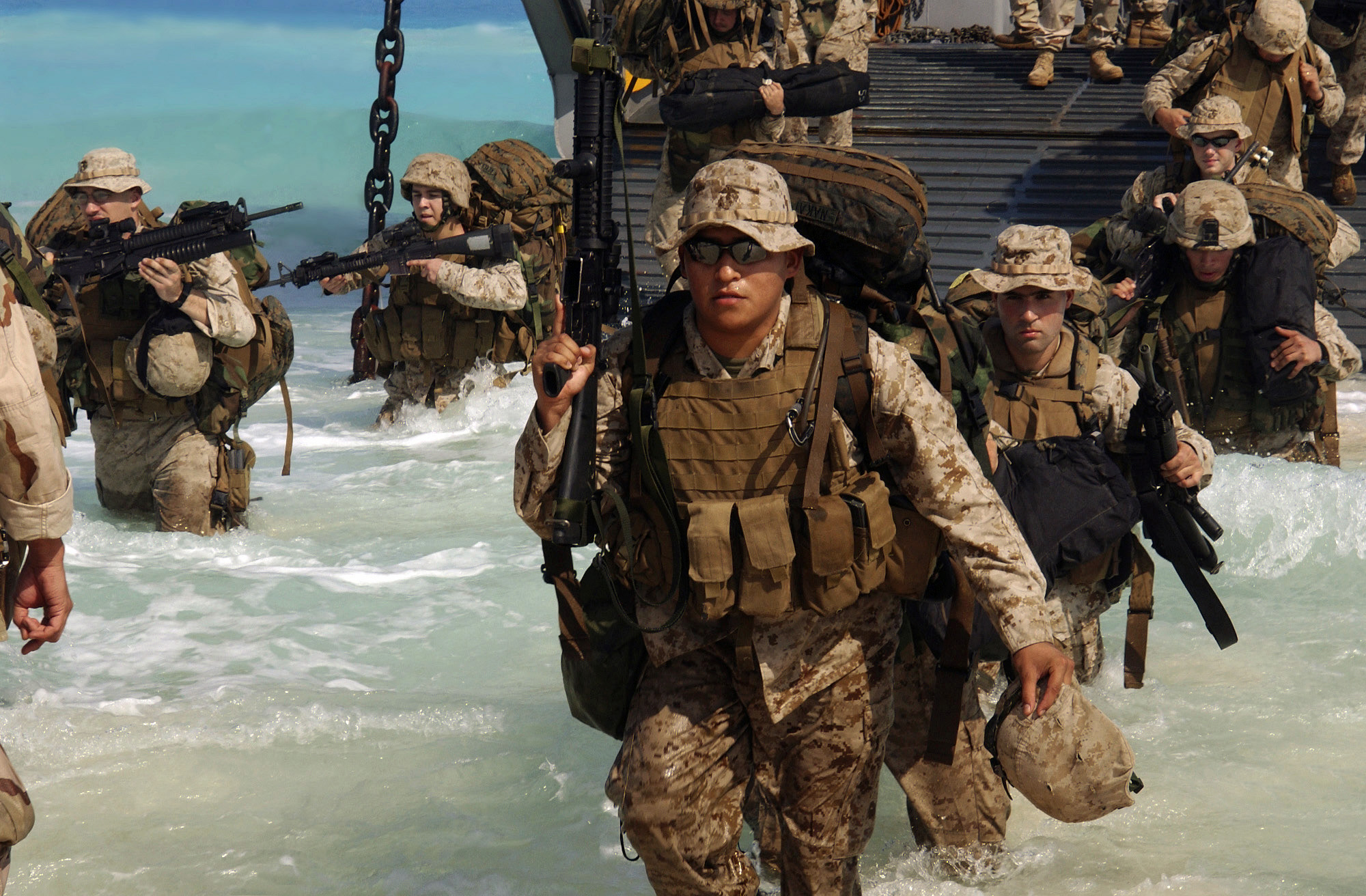
Marine scendono da un mezzo da sbarco.

Questa relazione si estende anche ai teatri operativi: come specialisti in assalti anfibi, i Marine sono spesso dispiegati sui vascelli della Marina, dai quali attaccano; a bordo, devono obbedire al comandante della nave. L'aviazione dei Marine si addestra ed opera assieme a quella della Marina, svolgendo operazioni simili, spesso insieme. I mezzi aerei dei Marine supportano le operazioni anfibie del corpo partendo da navi di assalto anfibio della US Navy. Le componenti aeree sia della USN che dell'USMC, inoltre, seguono le stesse procedure e gli stessi manuali di volo NATOPS.
L'USMC non addestra cappellani, personale sanitario o medici; queste posizioni sono ricoperte da militari della U.S. Navy che indossano le uniformi dei Marine, ma con le insegne e i distintivi della Marina. Il personale medico e i cappellani in genere godono di un forte senso di cameratismo con i Marine, per via della loro stretta collaborazione con essi; lavorano ai comandi dell'USMC, sotto l'egida della Fleet Marine Force (Forza della Flotta dei Marine), che è spesso chiamata il "lato verde" (green side).
La relazione fra la US Navy e l'US Marine Corps è di reciproco rispetto, che si manifesta sotto forma di varie regole procedurali: ad esempio, in una formazione che comprende sia Marine che marinai, i primi devono trovarsi nella parte anteriore se in colonna o a sinistra se in riga, senza distinzione di grado. Ciò è un simbolo dello speciale status e dell'onore dato ai Marine, ed è un aspetto peculiare del rapporto fra la US Navy e l'US Marine Corps.

## Bandiere e distintivi

Prima insegna navale della Continental Navy dal 13 ottobre 1775 al 31 dicembre 1776. Dal 31 maggio 2002 è tornata ad essere l'insegna delle navi della US Navy
Bandiera della US Navy fino al 31 maggio 2002
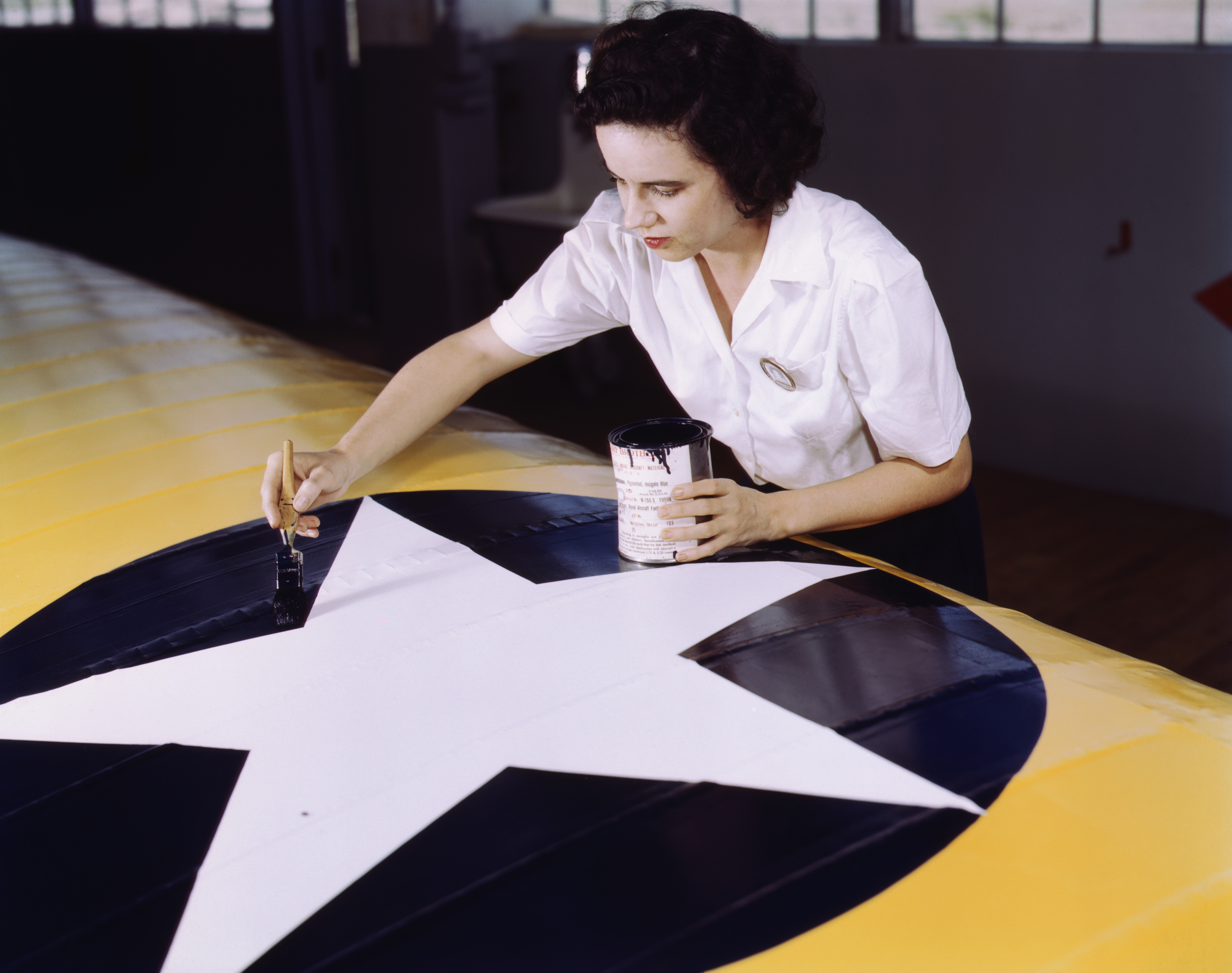
Una donna dipinge la coccarda dell'aviazione su un'ala di un aereo durante la seconda guerra mondiale

## Personale

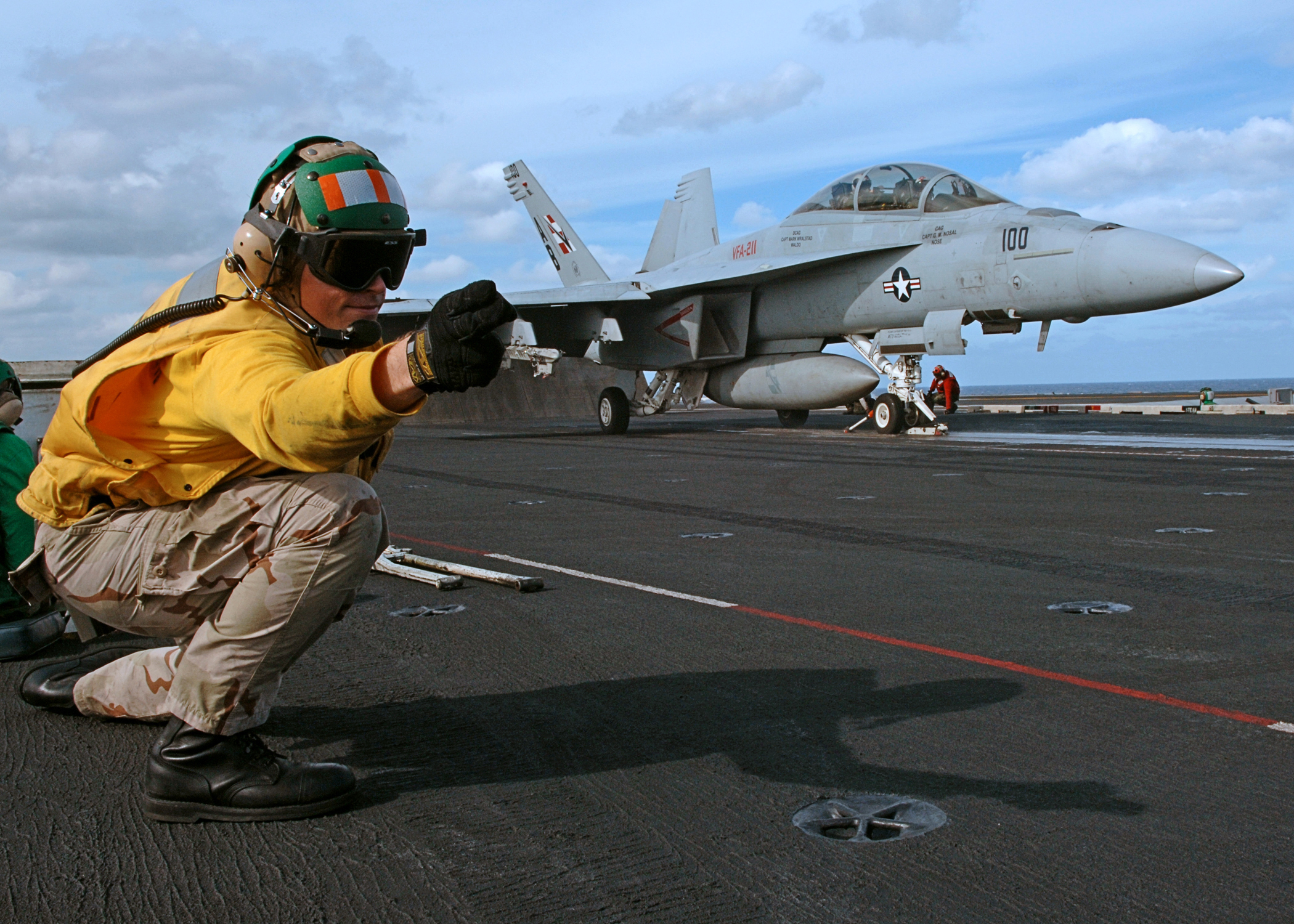
Uno shooter (direttore di volo su una portaerei), nella sua uniforme, dà il segnale di lancio ad un McDonnell Douglas F/A-18 Super Hornet, sul ponte della.

Il personale della U.S. Navy conta più di 500 000 elementi, di cui circa un quarto di riserva. Di quelli in servizio attivo, più dell'80% è formato da marinai di truppa e sottufficiali, mentre circa il 15% è composto dagli ufficiali (Commissioned officers); il resto è formato dagli aspiranti ufficiali (Midshipmen) della United States Naval Academy (Accademia navale degli Stati Uniti) e del Naval Reserve Officer Training Corps, un corso per futuri ufficiali che viene offerto agli studenti di più di 180 università in cambio di benefici. Infine, sono presenti i candidati ufficiali della Navy's Officer Candidate School (Scuola candidati ufficiali della Marina).
I marinai dimostrano di avere abilità e di meritare responsabilità completando gli esami del Personnel Qualification Standards (standard di qualificazione del personale). Fra i più importanti c'è la warfare qualification (qualificazione di guerra), che denota la capacità e l'esperienza del marinaio nei campi più strettamente bellici: Surface Warfare (guerra di superficie), Aviation Warfare (guerra aerea), Naval Aircrew (equipaggi aeromarittimi), Special Warfare (guerra speciale), Submarine Warfare (guerra sottomarina) e Expeditionary Warfare (guerra di spedizione). Molte specializzazioni sono rappresentate da stemmi applicabili alle uniformi.
Il personale della Marina è stato soggetto a tagli fin dai primi anni 2000, costringendo all'uso di meno marinai per lo stesso lavoro, influendo negativamente sul morale e l'efficienza.

### Ufficiali

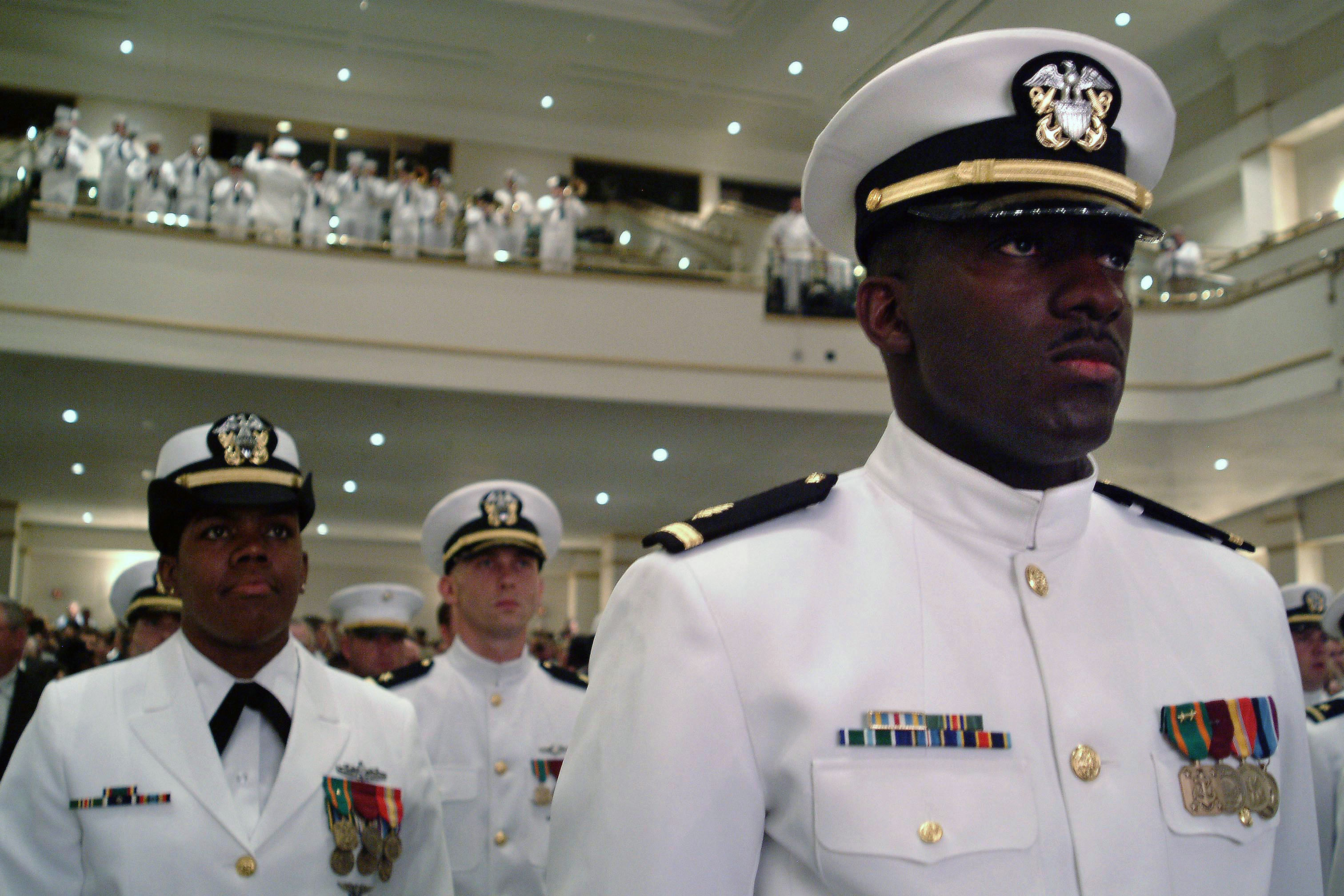
Neo-ufficiali della Marina, nominati in seguito al completamento del Naval Reserve Officer Training Corps

Gli ufficiali nella US Navy, detti commissioned officer in quanto all'atto dell'incorporazione ricevono una nomina (commission) da parte del presidente degli Stati Uniti d'America, sono compresi fra i gradi di ensign, traducibile come "alfiere" e assimilabile al guardiamarina nell'ordinamento gerarchico italiano e admiral, ammiraglio, il più alto; nella burocrazia interna della US Navy, i vari gradi sono distinti da appositi codici crescenti, indicati con O-X, in cui X è un numero intero: quelli fra O-1 (ensign) e O-4 (lieutenant commander, capitano di corvetta) sono riferiti come junior officers (ufficiali inferiori), O-5 (commander, capitano di fregata) e O-6 (captain, capitano di vascello) sono invece chiamati senior officers (ufficiali superiori); gli ufficiali tra O-7 (rear admiral [lower half], contrammiraglio) e O-10 (admiral) sono invece chiamati flag officers (ufficiali ammiragli), oppure the admiralty (l'ammiragliato). Infine, per onorare ammiragli che in tempo di guerra si siano particolarmente distinti, è previsto il grado O-11 di fleet admiral, ammiraglio della flotta: tale rango è stato concesso soltanto a quattro ufficiali nell'immediato dopoguerra del secondo conflitto mondiale. Per completezza, va menzionato anche che George Dewey, per aver vinto la battaglia della baia di Manila del 1898, fu premiato con lo speciale grado di admiral of the Navy; tale onorificenza non è stata più riproposta, sebbene sia stata retroattivamente classificata come O-12.
Le promozioni fino a O-8 sono conferite in base al rendimento dell'ufficiale nel grado rivestito, registrato nel "FITREPS" (fitness reports). La promozione a vice admiral (O-9) e admiral (O-10) sono relative a specifici incarichi, e sono soggette alla conferma politica del Senato degli Stati Uniti.
Gli ufficiali provengono dall'accademia navale degli Stati Uniti, dal Naval Reserve Officer Training Corps (NROTC) e l'Officer Candidate School (OCS), e altri corsi, riservati perlopiù a militari già effettivi della Marina.
Gli ufficiali possono essere divisi generalmente in staff corps (corpi ausiliari) e line officers (ufficiali di vascello/stato maggiore). Questi ultimi possono essere ulteriormente divisi in unrestricted (senza limitazioni) e restricted (con limitazioni): i primi sono a servizio pieno, possono comandare unità belligeranti, navi, gruppi aerei, e forze speciali; i secondi, invece, si concentrano nei ruoli non-combattenti, come ingegneria o manutenzione. Gli ufficiali appartenenti allo staff corps, invece, sono specializzati in carriere professionali, esterne alle branche più strettamente militari: medicina, scienza, giurisprudenza, ingegneria civile.
La tabelle sottostanti riportano i corrispettivi della Marina Italiana dei gradi della Marina degli Stati Uniti, coerentemente con quanto stabilito dallo STANAG 2116 della NATO:
| Ufficiali della United States Navy | Ufficiali della United States Navy | Ufficiali della United States Navy | Ufficiali della United States Navy | Ufficiali della United States Navy | Ufficiali della United States Navy | Ufficiali della United States Navy  | Ufficiali della United States Navy  | Ufficiali della United States Navy  | Ufficiali della United States Navy  | Ufficiali della United States Navy          | Ufficiali della United States Navy  |
| Categoria | Flag officers ufficiali ammiragli  | Flag officers ufficiali ammiragli  | Flag officers ufficiali ammiragli  | Flag officers ufficiali ammiragli  | Flag officers ufficiali ammiragli  | Senior officers ufficiali superiori | Senior officers ufficiali superiori | Junior officers ufficiali inferiori | Junior officers ufficiali inferiori | Junior officers ufficiali inferiori         | Junior officers ufficiali inferiori |
| Codice USA | O-11                               | O-10                               | O-9                                | O-8                                | O-7                                | O-6                                 | O-5                                 | O-4                                 | O-3                                 | O-2                                         | O-1                                 |
| Codice NATO | OF-10                              | OF-9                               | OF-8                               | OF-7                               | OF-6                               | OF-5                                | OF-4                                | OF-3                                | OF-2                                | OF-1                                        | OF-1                                |
| --- | ---------------------------------- | ---------------------------------- | ---------------------------------- | ---------------------------------- | ---------------------------------- | ----------------------------------- | ----------------------------------- | ----------------------------------- | ----------------------------------- | ------------------------------------------- | ----------------------------------- |
| colletto controspallina paramano |                                    |                                    |                                    |                                    |                                    |                                     |                                     |                                     |                                     |                                             |                                     |
| nome del grado in lingua inglese: corrispondente italiano: | fleet admiral Ammiraglio           | admiral amm. di sq. (i.s.)         | vice admiral amm. di sq,           | rear admiral amm. di div,          | rear admiral (LH)1 contramm.       | captain cap di vascello             | commander cap di fregata            | Lt. commander cap di corvetta       | lieutenant T.te di vascello         | lieutenant (junior grade) St.te di vascello | Ensign guardiamarina                |
| abbreviazione | FADM                               | ADM                                | VADM                               | RADM                               | RDML                               | CAPT                                | CDR                                 | LCDR                                | LT                                  | LTJG                                        | ENS                                 |
| 1 Il grado di rear admiral (contrammiraglio o "retroammiraglio") è diviso in due (" lower half " ovvero "metà inferiore" e " upper half ", "metà superiore"). Oggi fanno parte della categoria degli ammiragli ma nel XIX secolo, tuttavia, l'attuale retroammiraglio inferiore (LH), ovvero "ammiraglio ad una stella", veniva chiamato "commodoro" e non era un ufficiale di bandiera ma un capitano di vascello con maggiori responsabilità. Il grado di "retroammiraglio" esistette con tale denominazione anche nell'Armata di Mare del Regno delle Due Sicilie. |                                    |                                    |                                    |                                    |                                    |                                     |                                     |                                     |                                     |                                             |                                     |

### Warrant officers
Nelle forze armate degli Stati Uniti il termine warrant officer indica ufficiali esperti in campi tecnici molto specializzati, posizioni che non possono essere assolte dai normali ufficiali che tendono ad avere un campo di conoscenze più ampio e generalista. I CWO provengono dai ranghi dei sottufficiali che hanno completato il Chief Warrant Officer Program e vengono nominati ufficiali con un warrant (un mandato), come gli ufficiali dei corpi ausiliari (Staff Corps), i CWO portano dei distintivi al di sopra dei distintivi di grado sulle maniche e sulle controspalline che denotano la specialità di appartenenza.
Questa categoria di militari può essere paragonata a quella italiana ad esaurimento del Corpo unico degli specialisti della Marina Militare (precedentemente noto come Ruolo degli ufficiali del Corpo equipaggi militari marittimi), o a quelli del Ruolo unico degli specialisti dell'Aeronautica Militare.
|  |  |  |  |  |

### Sottufficiali, graduati e comuni

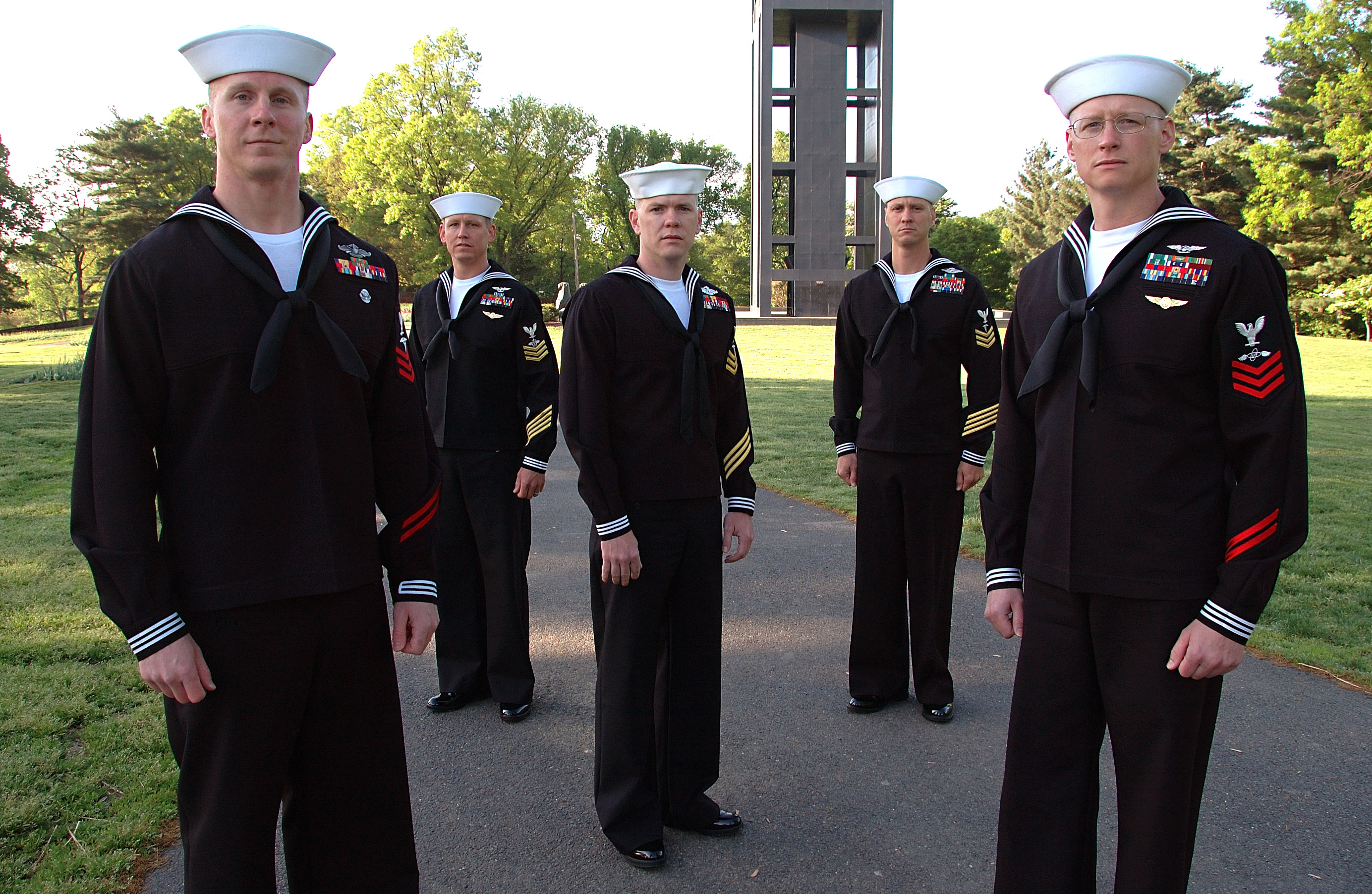
Alcuni petty officers al cimitero nazionale di Arlington. Si noti come le insegne di grado siano o rosse o dorate: quelle dorate denotano la buona condotta tenuta dal marinaio durante il suo servizio.

I marinai e i sottufficiali di truppa (enlisted sailors) della Marina vanno dal grado E-1 (seaman recruit, recluta) al grado E-9 (master chief petty officer of the navy, grado unico e speciale detenuto dal singolo sottufficiale più alto in grado, che serve come consigliere dei più alti comandanti quali l'admiral chief of naval operations, l'ammiraglio capo delle operazioni navali).
Dal grado E-1 al grado E-3 sono inquadrati i militari di truppa, mantre da E-4 (petty officer third class) in su, i marinai sono chiamati petty officers (traducibile come "piccoli ufficiali").
I sottufficiali si dividono in petty officer che vanno da E-4 a E-6 e chief petty officer, che vanno da E-7 fino a E-9. Le categorie dei petty officers e dei chief petty officer possono essere equiparate rispettivamente al ruolo sergenti e al ruolo marescialli della Marina Militare Italiana.
I petty officers si dividono in petty officer third class, petty officer second class e petty officer first class. I chief petty officer si dividono in chief petty officer, senior chief petty officer , master chief petty officer, command master chief petty officer e infine master chief petty officer of the navy, grado unico e speciale detenuto dal singolo sottufficiale più alto in grado, nominato direttamente dall'ammiraglio capo delle operazioni navali, del quale è consigliere per quanto riguarda i problemi dei sottufficiali e della truppa, grado che non esiste nelle altre marine della NATO. Coloro che dimostrano performance superiori alla norma sono promossi, anche se il termine ufficiale è "avanzati" (advanced). Due promozioni degne di nota sono quelle da seaman a petty officer third class (da E-3 a E-4) e da petty officer first class a chief petty officer (E-6 a E-7); quest'ultimo avanzamento di carriera è molto importante, ed è caratterizzato da una speciale cerimonia introduttiva. Ai marinai è assegnato un rating che rappresenta una specialità operativa: essa si indica con una sigla alfanumerica apposta prima del grado: ad esempio, "MM3" indica un petty officer third class che svolge la funzione di macchinista (machinist's mate). Ci sono più di 50 categorie (rating), che coprono una vasta area di abilità e sottospecialità. Al giorno d'oggi, la maggior parte dei marinai ottengono la loro categoria in seguito alla frequenza della loro "A" school. Una "A" school è una specifica scuola i cui studenti vengono addestrati alla loro futura categoria (rating): in seguito al completamento di essa, i marinai si possono definire "specializzati" (rated), senza tener conto del loro grado.
| Sottufficiali, graduati e comuni della United States Navy Nota: nei gradi sottostanti le ancore incrociate sotto l'aquila, rappresentano, a puro titolo esemplificativo, la sola categoria dei nocchieri ovvero dei "boatswain's mate" | Sottufficiali, graduati e comuni della United States Navy Nota: nei gradi sottostanti le ancore incrociate sotto l'aquila, rappresentano, a puro titolo esemplificativo, la sola categoria dei nocchieri ovvero dei "boatswain's mate" | Sottufficiali, graduati e comuni della United States Navy Nota: nei gradi sottostanti le ancore incrociate sotto l'aquila, rappresentano, a puro titolo esemplificativo, la sola categoria dei nocchieri ovvero dei "boatswain's mate" | Sottufficiali, graduati e comuni della United States Navy Nota: nei gradi sottostanti le ancore incrociate sotto l'aquila, rappresentano, a puro titolo esemplificativo, la sola categoria dei nocchieri ovvero dei "boatswain's mate" | Sottufficiali, graduati e comuni della United States Navy Nota: nei gradi sottostanti le ancore incrociate sotto l'aquila, rappresentano, a puro titolo esemplificativo, la sola categoria dei nocchieri ovvero dei "boatswain's mate" | Sottufficiali, graduati e comuni della United States Navy Nota: nei gradi sottostanti le ancore incrociate sotto l'aquila, rappresentano, a puro titolo esemplificativo, la sola categoria dei nocchieri ovvero dei "boatswain's mate" | Sottufficiali, graduati e comuni della United States Navy Nota: nei gradi sottostanti le ancore incrociate sotto l'aquila, rappresentano, a puro titolo esemplificativo, la sola categoria dei nocchieri ovvero dei "boatswain's mate" | Sottufficiali, graduati e comuni della United States Navy Nota: nei gradi sottostanti le ancore incrociate sotto l'aquila, rappresentano, a puro titolo esemplificativo, la sola categoria dei nocchieri ovvero dei "boatswain's mate" | Sottufficiali, graduati e comuni della United States Navy Nota: nei gradi sottostanti le ancore incrociate sotto l'aquila, rappresentano, a puro titolo esemplificativo, la sola categoria dei nocchieri ovvero dei "boatswain's mate" | Sottufficiali, graduati e comuni della United States Navy Nota: nei gradi sottostanti le ancore incrociate sotto l'aquila, rappresentano, a puro titolo esemplificativo, la sola categoria dei nocchieri ovvero dei "boatswain's mate" | Sottufficiali, graduati e comuni della United States Navy Nota: nei gradi sottostanti le ancore incrociate sotto l'aquila, rappresentano, a puro titolo esemplificativo, la sola categoria dei nocchieri ovvero dei "boatswain's mate" | Sottufficiali, graduati e comuni della United States Navy Nota: nei gradi sottostanti le ancore incrociate sotto l'aquila, rappresentano, a puro titolo esemplificativo, la sola categoria dei nocchieri ovvero dei "boatswain's mate" | Sottufficiali, graduati e comuni della United States Navy Nota: nei gradi sottostanti le ancore incrociate sotto l'aquila, rappresentano, a puro titolo esemplificativo, la sola categoria dei nocchieri ovvero dei "boatswain's mate" | Sottufficiali, graduati e comuni della United States Navy Nota: nei gradi sottostanti le ancore incrociate sotto l'aquila, rappresentano, a puro titolo esemplificativo, la sola categoria dei nocchieri ovvero dei "boatswain's mate" | Sottufficiali, graduati e comuni della United States Navy Nota: nei gradi sottostanti le ancore incrociate sotto l'aquila, rappresentano, a puro titolo esemplificativo, la sola categoria dei nocchieri ovvero dei "boatswain's mate" |
| Ruolo | Chief petty officer | Chief petty officer | Chief petty officer | Chief petty officer | Chief petty officer | Chief petty officer | Chief petty officer | Petty officer | Petty officer | Petty officer | Enlisted | Enlisted | Enlisted | |
| Codice USA | E-101 | E-9 | E-9 | E-9 | E-8 | E-8 | E-7 | E-6 | E-5 | E-4 | E-3 | E-2 | E-1 | |
| Codice NATO | OR-9 | OR-9 | OR-9 | OR-9 | OR-8 | OR-8 | OR-7 | OR-6 | OR-5 | OR-4 | OR-3 | OR-2 | OR-1 | |
| --- | --- | --- | --- | --- | --- | --- | --- | --- | --- | --- | --- | --- | --- | --- |
| colletto distintivo di grado presente solo sulla manica sinistra | | | | | | | | | | | | | nessun distintivo | |
| nome originale del grado in lingua inglese: | master chief petty officer of the navy | fleet / force master chief petty officer | command master chief petty officer | master chief petty officer | command senior chief petty officer 2 | senior chief petty officer2 | chief petty officer | petty officer 1st class | petty officer 2nd class | petty officer 3rd class | seaman 1st class | seaman apprentice | seaman recruit | |
| corrispondente italiano: | 1º luogotenente | luogotenente | 1º maresciallo | capo di 1ª classe | capo di 2ª classe | capo di 3ª classe | 2° capo aiutante | 2° capo scelto | 2° capo | Sergente | Comune scelto | comune di 1ª classe | comune di 2ª classe' | |
| abbreviazione | MCPON | FORCM - FLTCM | CMDCM | MCPO | CMDCS | SCPO | CPO | PO1 | PO2 | PO3 | SN | SA | SR | |
| 1 Sebbene il singolo MCPON in servizio sia ufficialmente un E-9, assolvendo incarichi particolari e percependo indennità speciali, il suo livello di retribuzione è a volte ufficiosamente (e quindi erroneamente) chiamato "E-10". 2Il distintivo di senior chief petty officer è qui ritratto nella cosiddetta "variante buona condotta" (good conduct variation) con galloni dorati in luogo di quelli rossi indossabili esclusivamente solo dopo aver prestato almeno 12 anni di servizio senza aver subito provvedimenti disciplinari, tale disposizione riguarda i gradi da PO-3 (petty officer third class) a MCPO (master chief petty officer). | | | | | | | | | | | | | | |

### Uniformi

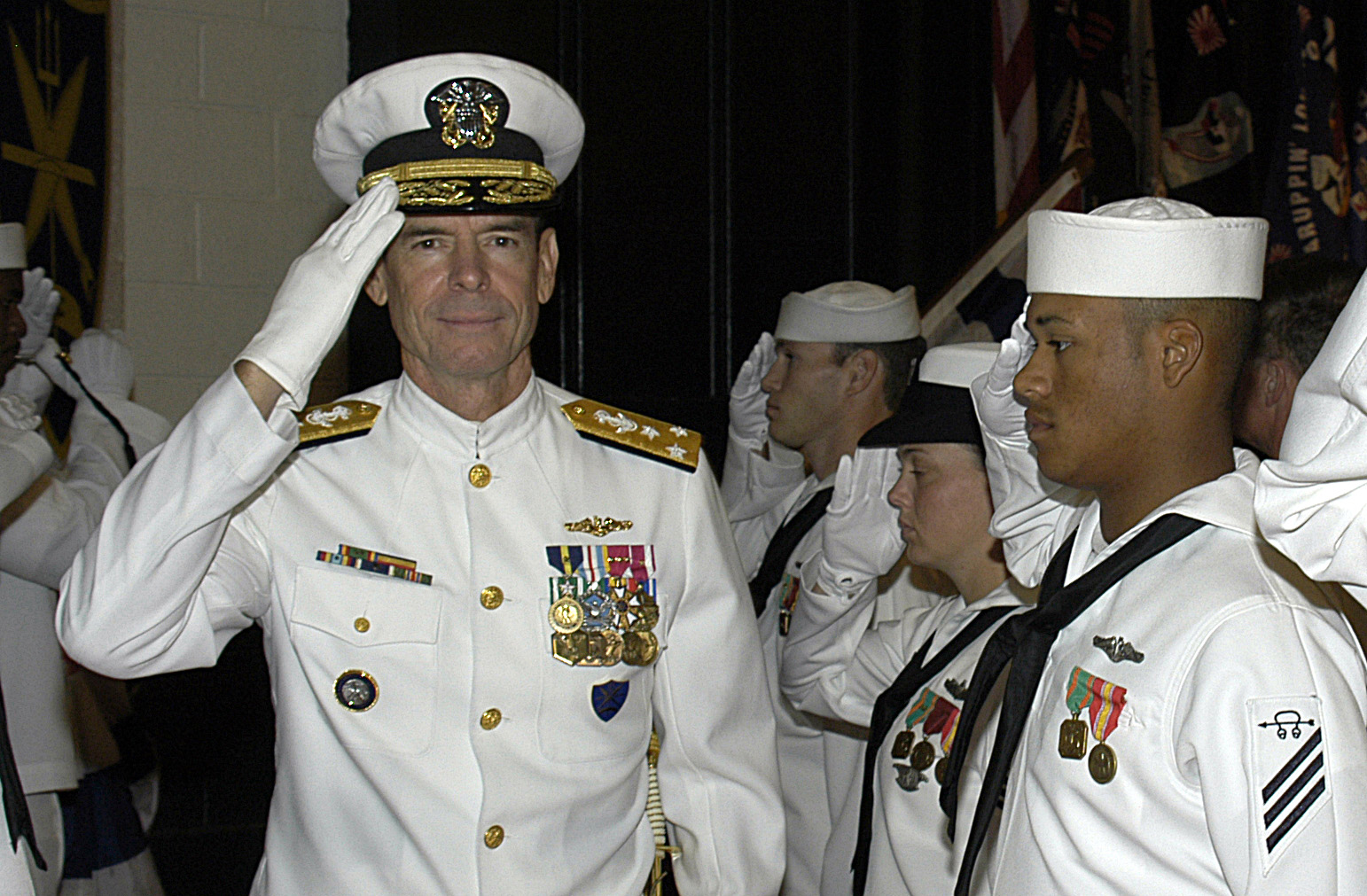
Un Vice Admiral saluta alcuni marinai; sia l'ammiraglio che i marinai vestono l'uniforme di rappresentanza.

Le uniformi della US Navy sono designate per "combinare professionalità, versatilità, sicurezza e comodità con l'eredità storica".. Al momento la Marina incorpora molti stili differenti, specificamente disegnati per una diversità di usi ed occasioni. Nella maggior parte dei casi, la distinzione è fra ufficiali e marinai. Le uniformi della USN possono essere divise in tre categorie: uniformi di rappresentanza (Dress uniforms), uniformi di servizio (Service uniforms) e uniformi da lavoro (Working uniforms).
- Le uniformi di rappresentanza (Dress uniforms) sono indossate in occasioni militari formali, come cerimonie e funzioni ufficiali. Sono usati molti tipi di uniformi di rappresentanza, con uno spettro di formalità: la service dress è la meno formale, la full dress è una via di mezzo, mentre la mess dress è la più formale.
- Le uniformi di servizio (Service uniforms) sono disegnate per essere indossate giornalmente nelle attività che non richiedono attività fisica, come il lavoro d'ufficio o lo studio in classe.[32] La distinzione fra ufficiali e marinai è rappresentata dai differenti colori: solo gli ufficiali e i Chief Petty Officers sono autorizzati a indossare l'uniforme di servizio kaki o quella bianca; tutto il resto del personale indossa la Navy Service Uniform, che sta rimpiazzando le precedenti uniformi, nelle loro versioni invernale (blu) ed estiva (bianca).[33]

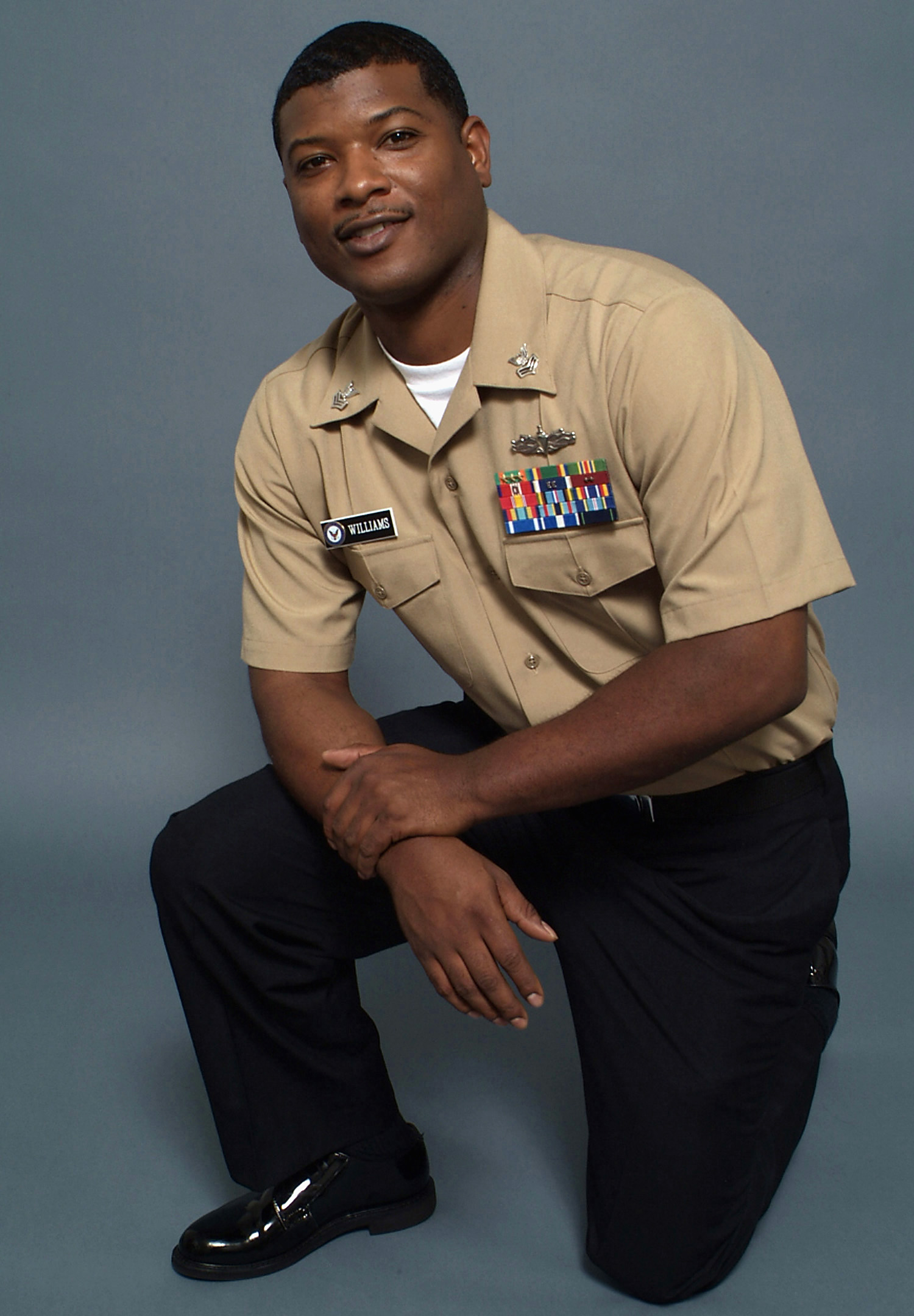
Un marinaio indossa la nuova uniforme di servizio.

- Le uniformi da lavoro (Working uniforms) sono designate per fornire comodità e sicurezza; vengono utilizzate sulle navi in navigazione e in tutte le occasioni che comprendono sporcizia e lavoro fisico. Molte uniformi da lavoro sono costruite dall'uniforme di servizio riadattata, rimuovendo le caratteristiche formali. Un esempio è costituito dalle tute, che sono indossabili da tutto il personale.

Recentemente la US Navy ha completato un progetto chiamato "Task Force Uniform", il cui scopo era standardizzare le divise della Marina. Fra i cambiamenti, il personale dal grado di Seaman Recruit a Petty Officer First Class (da E-1 a E-6) vestiranno un'uniforme valida tutto l'anno, sostituendo le due versioni stagionali (blu invernale e bianca estiva). Tutto il personale (dalle reclute agli ammiragli) verrà equipaggiati con la nuova Navy Working Uniform (NWU), che rimpiazzerà le altre. L'uniforme è una mimetica digitale, di colore grigio-blu.
L'ordine e la pulizia personali, sia per gli uomini sia per le donne, è strettamento regolato con precise istruzioni riguardo ai capelli, alla barba, all'uso di cosmetici e ai gioielli. Alle nuove reclute di sesso maschile i capelli sono tagliati secondo il taglio militare e comunque è proibito averli di una lunghezza superiore ai 102 mm. Inoltre gli uomini devono essere sempre ben rasati, anche se sono ammessi i baffi. Invece le donne non hanno una lunghezza massima per i capelli, ma esse non possono superare il colletto dell'uniforme e la loro acconciatura è controllata. Capelli multicolore, piercing e tatuaggi sulla testa, il collo e le mani sono proibiti per entrambi i sessi.

## Basi e installazioni

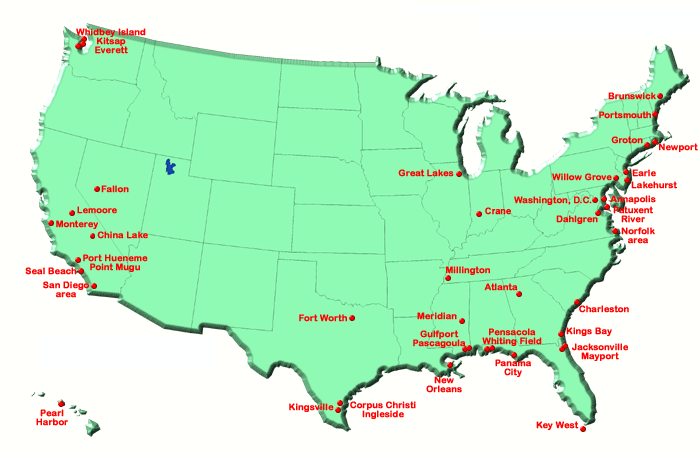
Mappa delle basi della USN nel territorio statunitense.

## Navi
| Tipologia                                         | Numero di navi | Navi in servizio | Capoclasse                      |
| TOTALE                                            | 293            | 286              |                                 |
| ------------------------------------------------- | -------------- | ---------------- | ------------------------------- |
| Aircraft Carriers (CVN)                           | 10             | 10               | Classe Nimitz CVN 68            |
| Aircraft Carriers (CVN)                           | 1              | 1                | Classe Gerald R. Ford CVN 78    |
| Surface Combatants Guided Missile Cruiser (CG)    | 22             | 22               | Classe Ticonderoga CG 47        |
| Surface Combatants Guided Missile Destroyer (DDG) | 69             | 69               | Classe Arleigh Burke DDG 51     |
| Surface Combatants Guided Missile Destroyer (DDG) | 3              | 2                | Classe Zumwalt DDG 1000         |
| Surface Combatants Littoral Combat Ship (LCS)     | 31             | 26               | Classe Freedom LCS              |
| Ballistic Missile Submarines (SSBN)               | 14             | 14               | Classe Ohio SSBN 726            |
| Guided Missile Submarines (SSGN)                  | 4              | 4                | Classe Ohio modificata SSGN 726 |
| Nuclear Attack Submarines (SSN)                   | 3              | 3                | Classe Seawolf SSN 21           |
| Nuclear Attack Submarines (SSN)                   | 39             | 39               | Classe Los Angeles SSN 688      |
| Nuclear Attack Submarines (SSN)                   | 19             | 19               | Classe Virginia SSN 774         |
| Amphibious Warfare Ships LHA                      | 1              | 1                | Classe America LHA 6            |
| Amphibious Warfare Ships LHD                      | 7              | 7                | Classe Wasp LHD 1               |
| Amphibious Warfare Ships LPD                      | 12             | 11               | Classe San Antonio LPD 17       |
| Amphibious Warfare Ships LSD                      | 7              | 7                | Classe Whidbey Island LSD 41    |
| Amphibious Warfare Ships LSD                      | 4              | 4                | Classe Harpers Ferry LSD 49     |
| Mine Warfare Ships MCM                            | 11             | 11               | Classe Avenger MCM 1            |
| Combat Logistic Ship nave munizioni               | 14             | 14               | Classe Lewis & Clark T-AKE 1    |
| Combat Logistic Ship petroliera                   | 20             | 20               | Classe Henry J. Kaiser T-AO 187 |
| Combat Logistic Ship nave supporto veloce         | 2              | 2                | Classe Supply T-AOE 6           |

## Basi principali
Una delle basi più importanti è la Naval Station Norfolk, mentre ad Hampton Roads oltre alla NS Norfolk, si trovano la Naval Air Station (NAS, Stazione Navale Aerea) Ocean, una Master Jet Base (base per i jet), una Naval Amphibious Base Little Creek (base per le unità anfibie), così come una quantità di cantieri sia della US Navy che commerciali che servono i vascelli della USN. Nella base, tra personale civile e militare, sono impiegate 60 000 persone. La base è stata la sede del comando della Seconda Flotta, che è stata operativa dal 1950 al 2011.
Anche se la maggior parte delle basi sono situate nel territorio degli Stati Uniti d'America, la USN mantiene un significativo numero di strutture all'estero, sia nei territori direttamente controllati dagli Stati Uniti sia in stati sovrani, sotto i termini degli Status of Forces Agreement (SOFA).

### Costa orientale

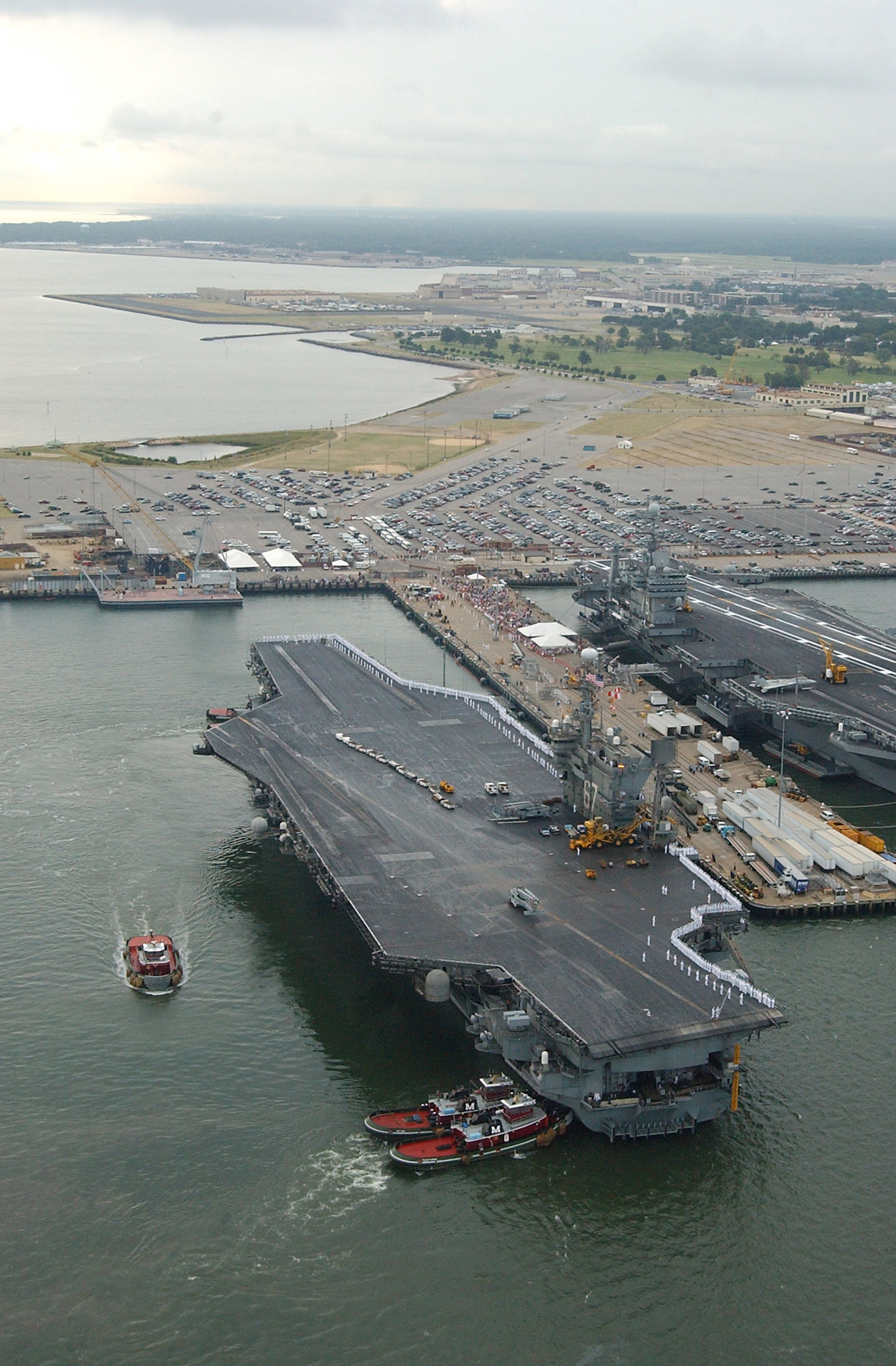
La portaerei arriva nel porto di NS Norfolk.

La seconda maggiore concentrazione di strutture della US Navy si trova ad Hampton Roads, Virginia, dove la Marina occupa più di 146 km² di terreno. Situate ad Hampton Roads si trova la NS Norfolk, porto di base della Atlantic Fleet, NAS (Naval Air Station, Stazione Navale Aerea) Oceana, una Master Jet Base (base per i jet), una Naval Amphibious Base Little Creek (base per le unità anfibie), così come una quantità di cantieri sia della US Navy che commerciali che servono i vascelli della USN.
Lo Stato della Florida ospita tre grandi basi: Naval Station Mayport (la quarta base in ordine di grandezza nell'intera Marina) nei pressi di Jacksonville, Florida, Naval Air Station Jacksonville, una Master Air Anti-Submarine Warfare Base (centro dedicato all'azione aerea anti-sottomarini) e la Naval Air Station Pensacola, sede del Naval Education and Training Command (Comando Navale per l'Educazione e l'Addestramento), la Naval Air Technical Training Center (Centro per l'Addestramento Tecnico Aereo), che fornisce addestramento specializzato per il personale di truppa dell'aviazione e l'addestramento al volo per gli ufficiali aviatori sia della Marina che del corpo dei Marine, e anche per l'equipaggio aereo navale. I principali porti per i sottomarini della USN della East Coast si trovano a Groton, Connecticut e Kings Bay, Georgia. Sono presenti basi anche a Portsmouth, nello New Hampshire e Brunswick, nel Maine. La Naval Station Great Lakes, a nord di Chicago, Illinois, ospita il campo di addestramento reclute (boot camp) dei marinai.

### Costa occidentale e Hawaii

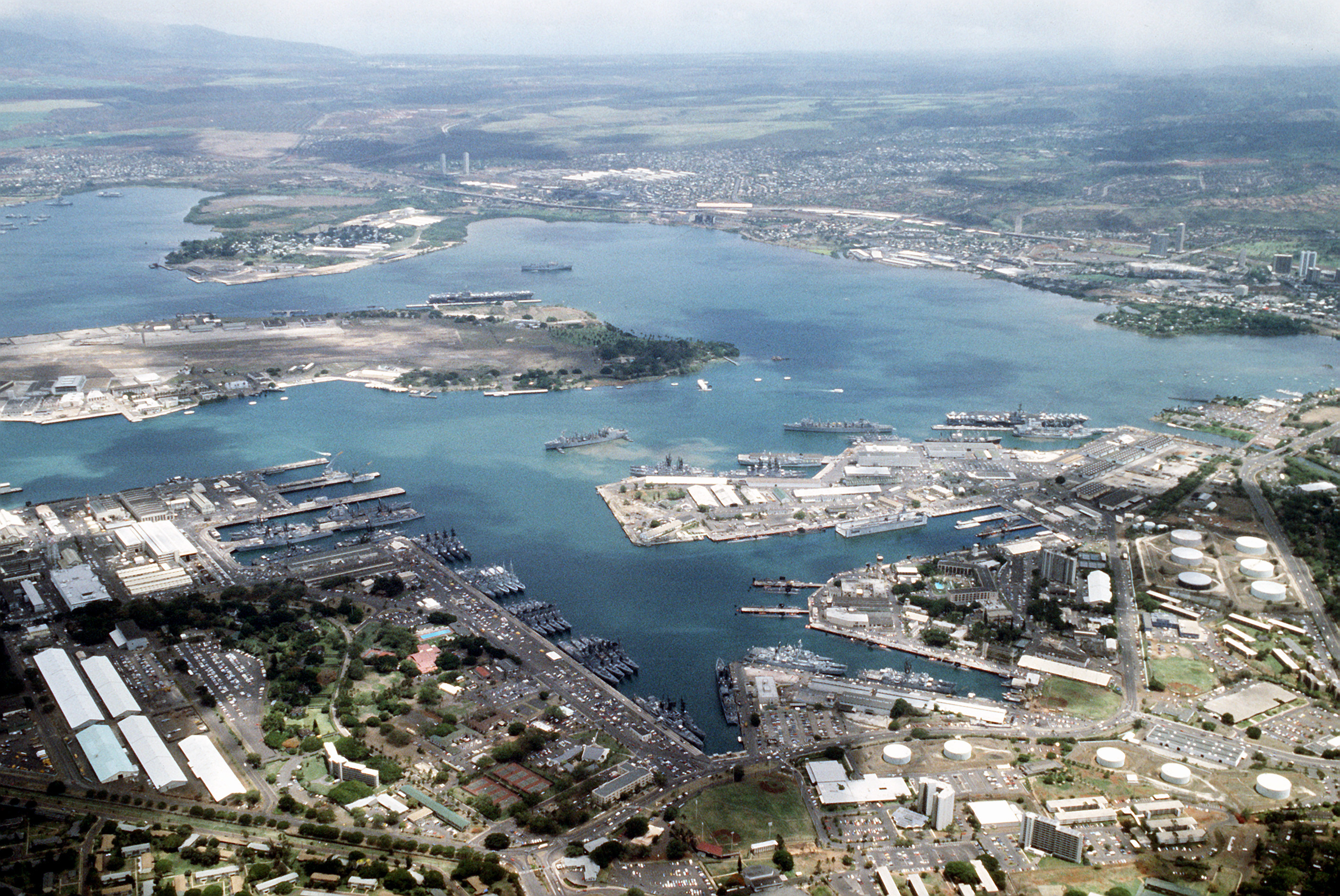
Scatto aereo della base navale di Pearl Harbor.

Il più grande complesso della US Navy si trova a China Lake, California, che copre 4500 km² e rappresenta da sola un terzo di tutti i possedimenti terrieri della Marina.
La Naval Base San Diego, California è il porto principale della Pacific Fleet (anche se il quartier generale è locato a Pearl Harbor. NAS North Island si trova a nord di Coronado, ed è la base dei quartier generali della Naval Air Forces e del Naval Air Force Pacific, il grosso dei gruppi elicotteri della flotta dell'Oceano Pacifico e parte della flotta di portaerei della costa occidentale. Il Naval Special Warfare Center, dove vengono addestrati i SEAL, si trova a Coronado.
L'altra concentrazione di basi navali della costa occidentale è nel Puget Sound, Washington. Fra essi, la Naval Station Everett, una delle basi più recenti della Marina, è quella più modernamente equipaggiata. NAS Fallon, in Nevada, serve come principale area d'addestramento per gli equipaggi aerei Navy Strike, ed è, allo stesso tempo, sede del Naval Strike Air Warfare Center. Delle Master Jet Bases sono localizzate anche alla NAS Lemoore, California e alla NAS Whidbey Island, Washington; i mezzi aerei assegnati alle portaerei sono, invece, stazionati alla NAS Point Mugu, California.
La presenza della USN alle Hawaii è accentrata nella base di Pearl Harbor, che ospita il quartier generale della Flotta del Pacifico e molti dei suoi comandi subordinati.

### Territori degli Stati Uniti
Guam, un'isola situata in un luogo strategico nel Pacifico occidentale, mantiene una notevole presenza della USN, inclusa la Naval Base Guam. Territorio statunitense più ad ovest, Guam contiene una baia capace di ospitare anche portaerei, in caso d'emergenza. La Naval Air Station di Guam fu disattivata nel 1995 e le attività furono trasferite alla vicina Andersen Air Force Base.

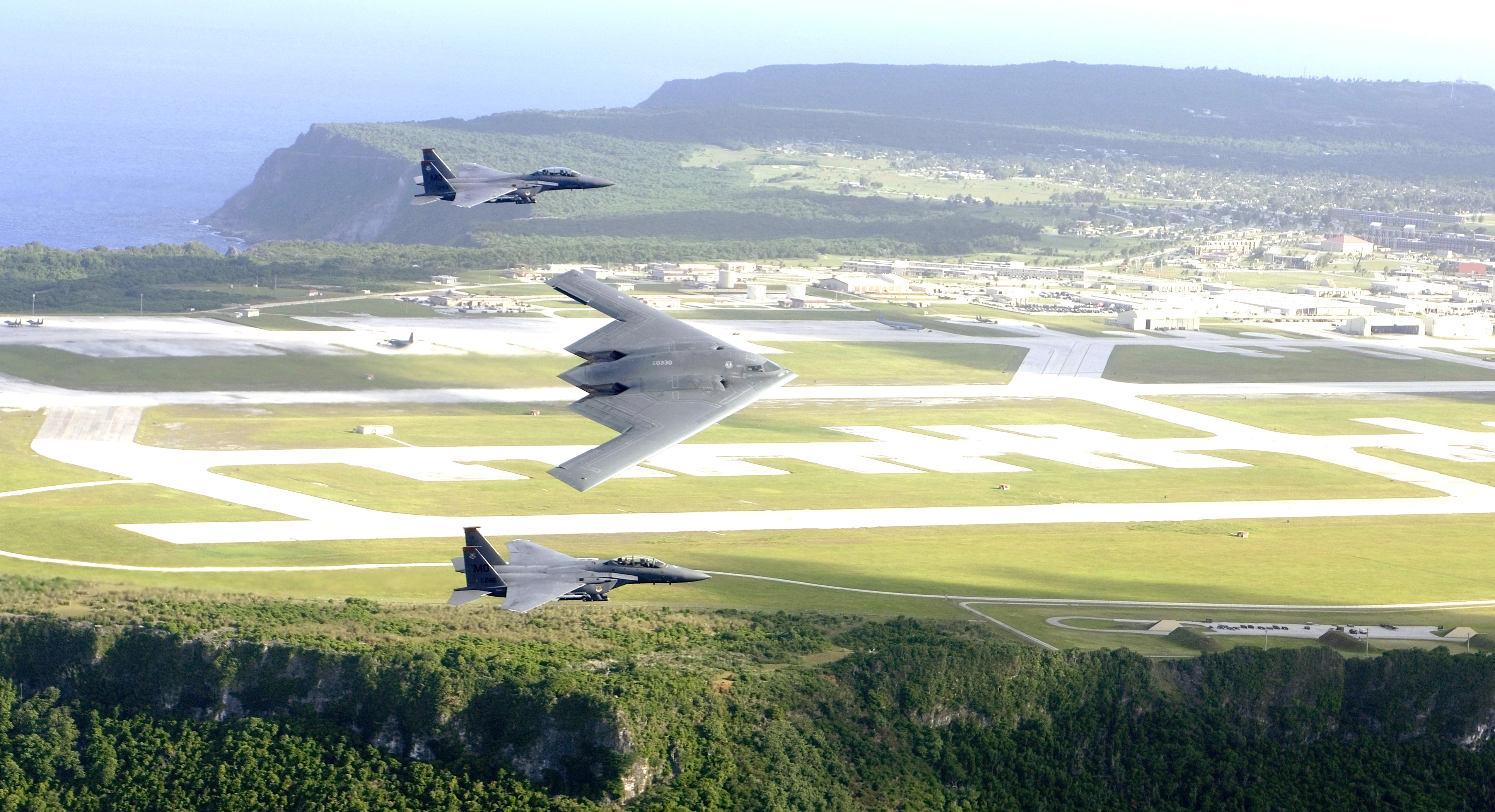
Foto di un B-2 Spirit e di due F-15E Strike Eagle in volo sopra la Andersen Air Force Base.

La Roosevelt Roads Naval Station, Porto Rico, fu chiusa nel 2004, poco dopo il controverso abbandono del poligono di tiro nella vicina isola di Vieques.

### Paesi esteri

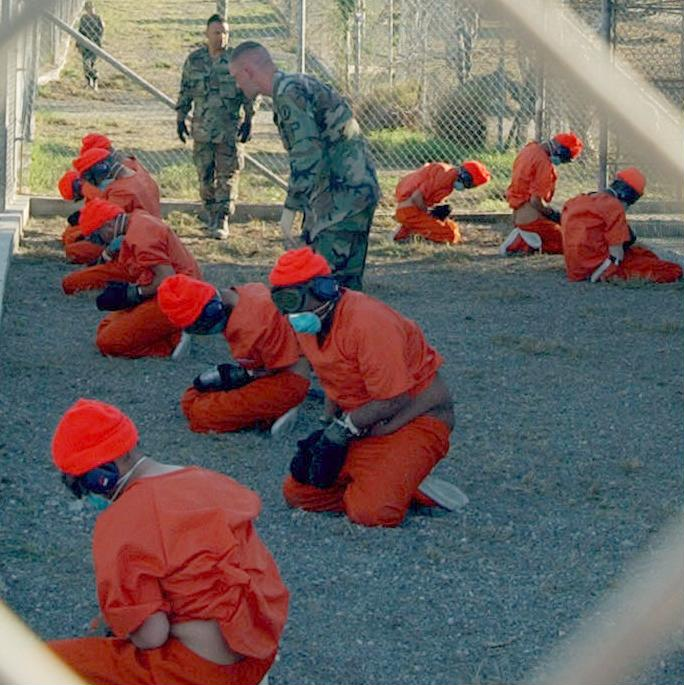
Detenuti di Guantanamo in procinto di essere introdotti nel campo X-ray.

La più grande base oltreoceano della US Navy è a Yokosuka, Giappone: essa serve da porto per la più grande flotta dispiegata della Marina, e costituisce un'importante base per le operazioni nel Pacifico Occidentale. Le operazioni in Europa ruotano attorno alle strutture in Italia (a Sigonella e a Napoli), in Spagna e in Grecia, con Napoli sede della Sixth Fleet (Sesta Flotta) e del Commander Navy Region Europe, Africa, Southwest Asia (CNREURAFSWA – Comando Navale Regione Europa, Africa e Asia Sudoccidentale).
La base navale di Guantánamo, sul suolo cubano, rappresenta la più antica struttura militare esterna agli Stati Uniti, ed è balzata agli onori della cronaca negli ultimi anni a causa del campo di prigionia di Guantánamo, in cui sono detenuti presunti sospetti membri di al-Qaeda. Altre installazioni della USN all'esterno degli Stati Uniti includono le forze nel golfo di Aden, che contrastano la pirateria in Somalia.

### Scuole
- Accademia navale di Annapolis
- United States Navy Fighter Weapons School
- Naval Special Warfare Center

## Galleria d'immagini

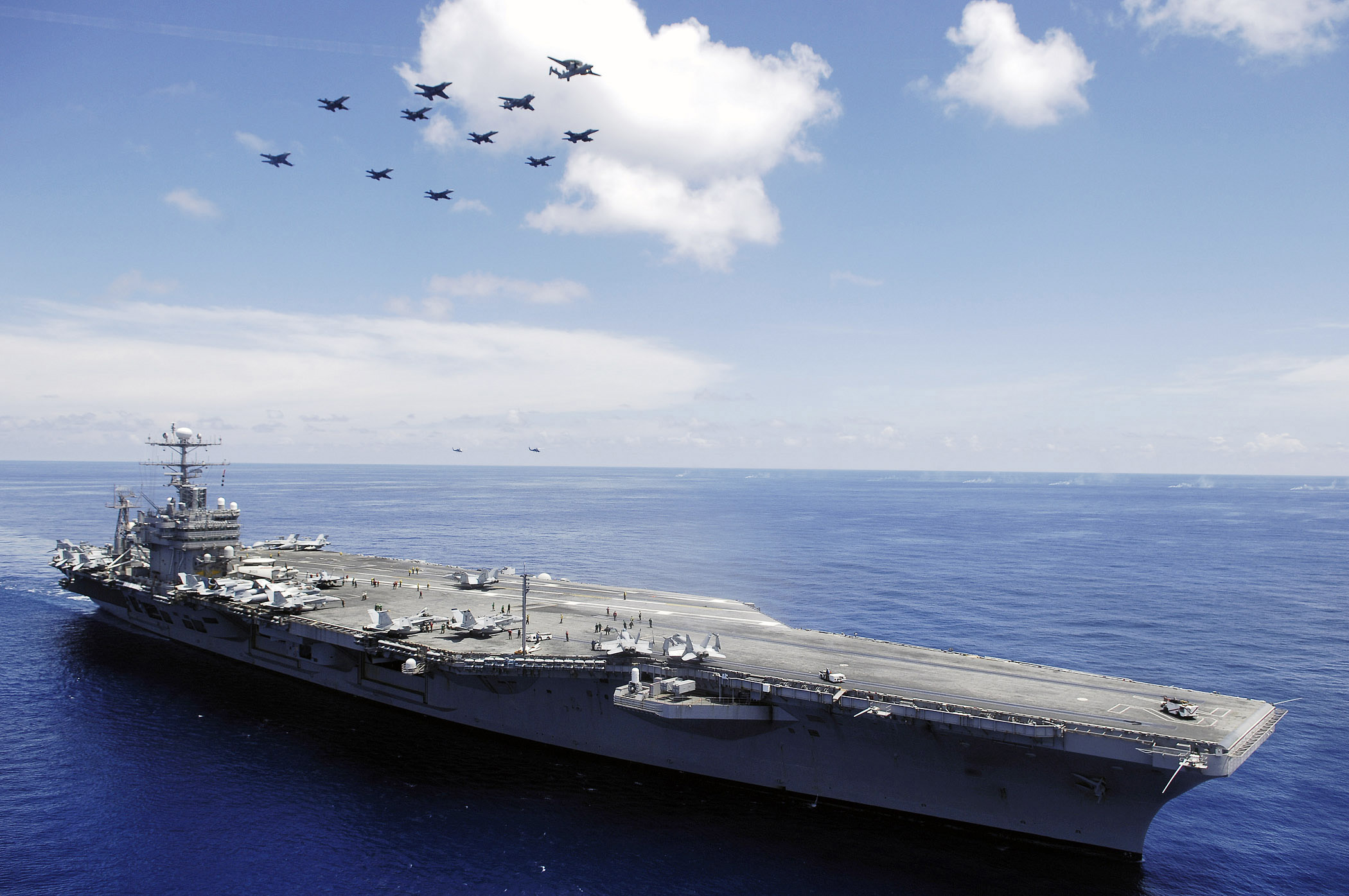
USS Abraham Lincoln
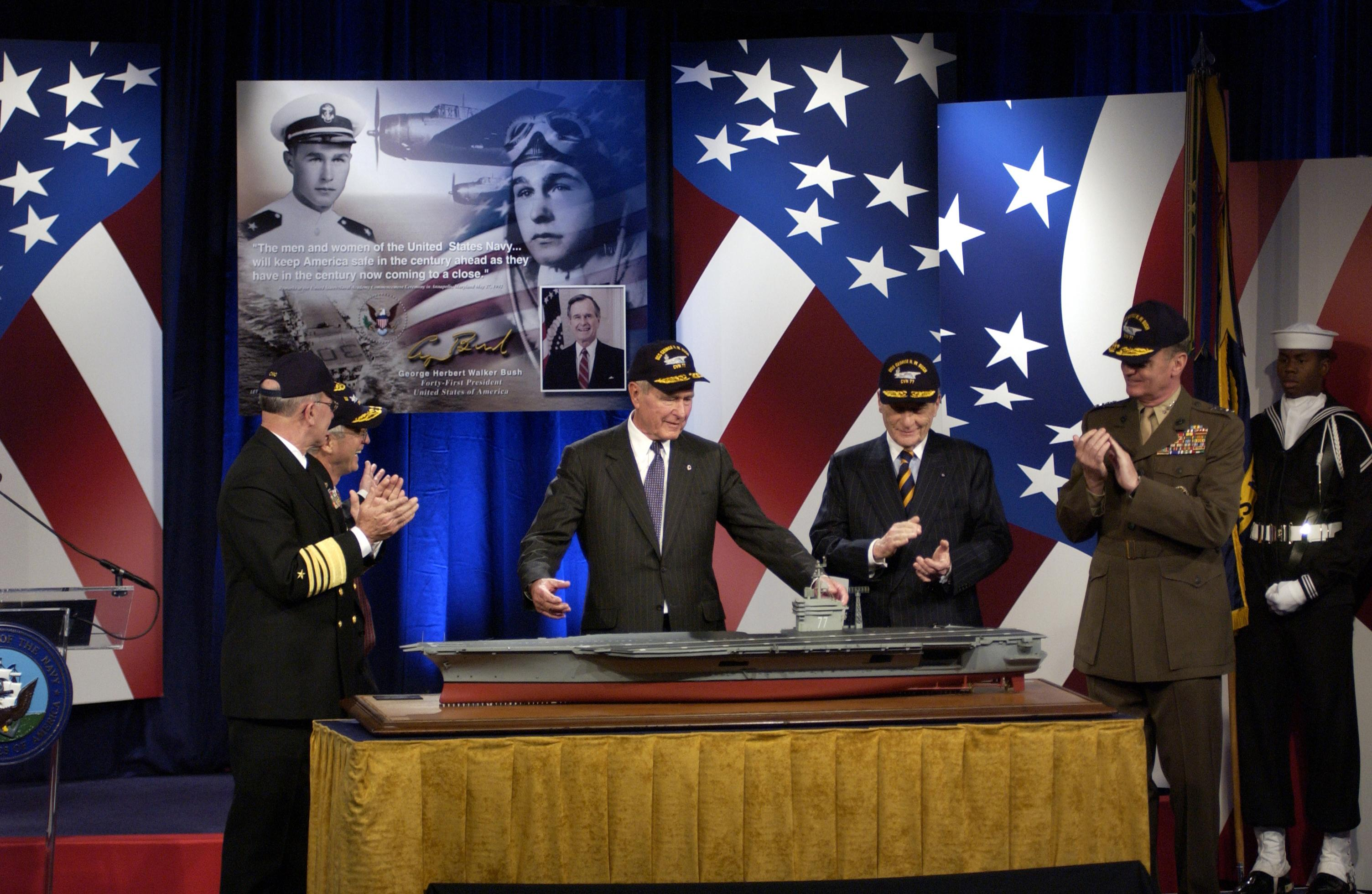
Presentazione della USS George H. W. Bush
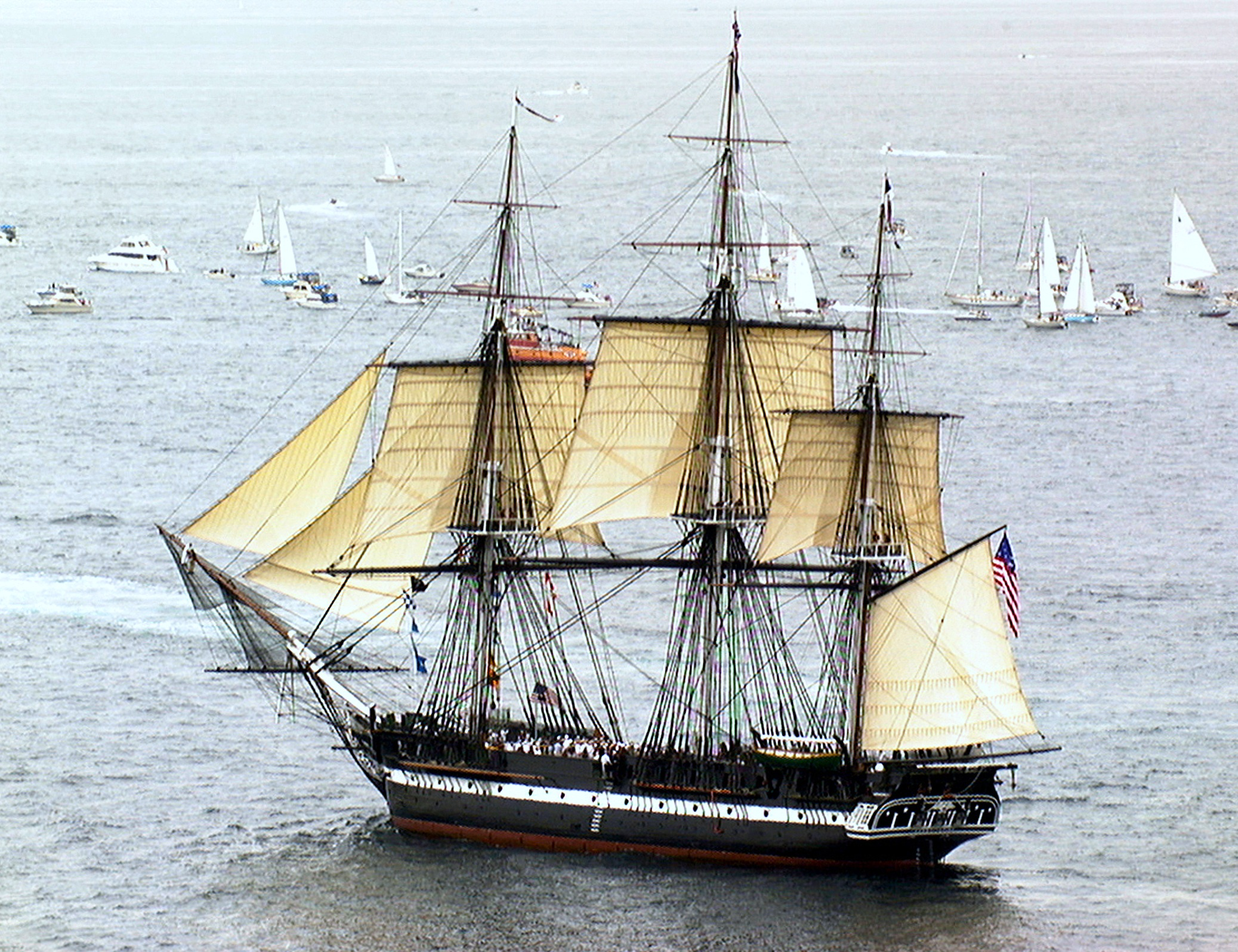
USS Constitution
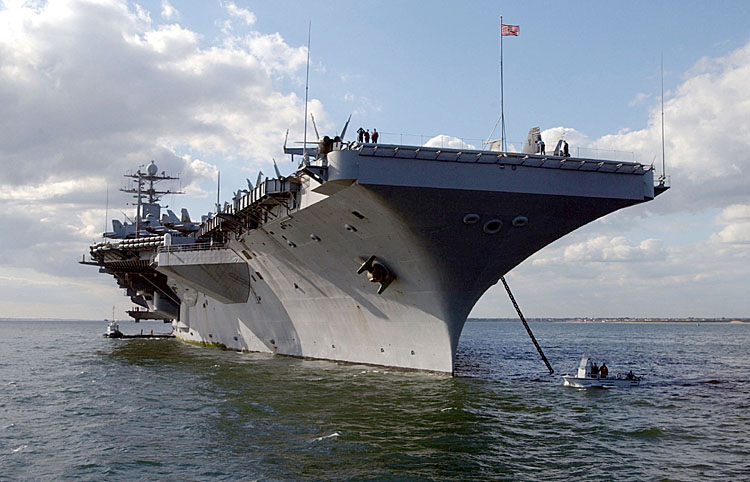
USS Harry Truman
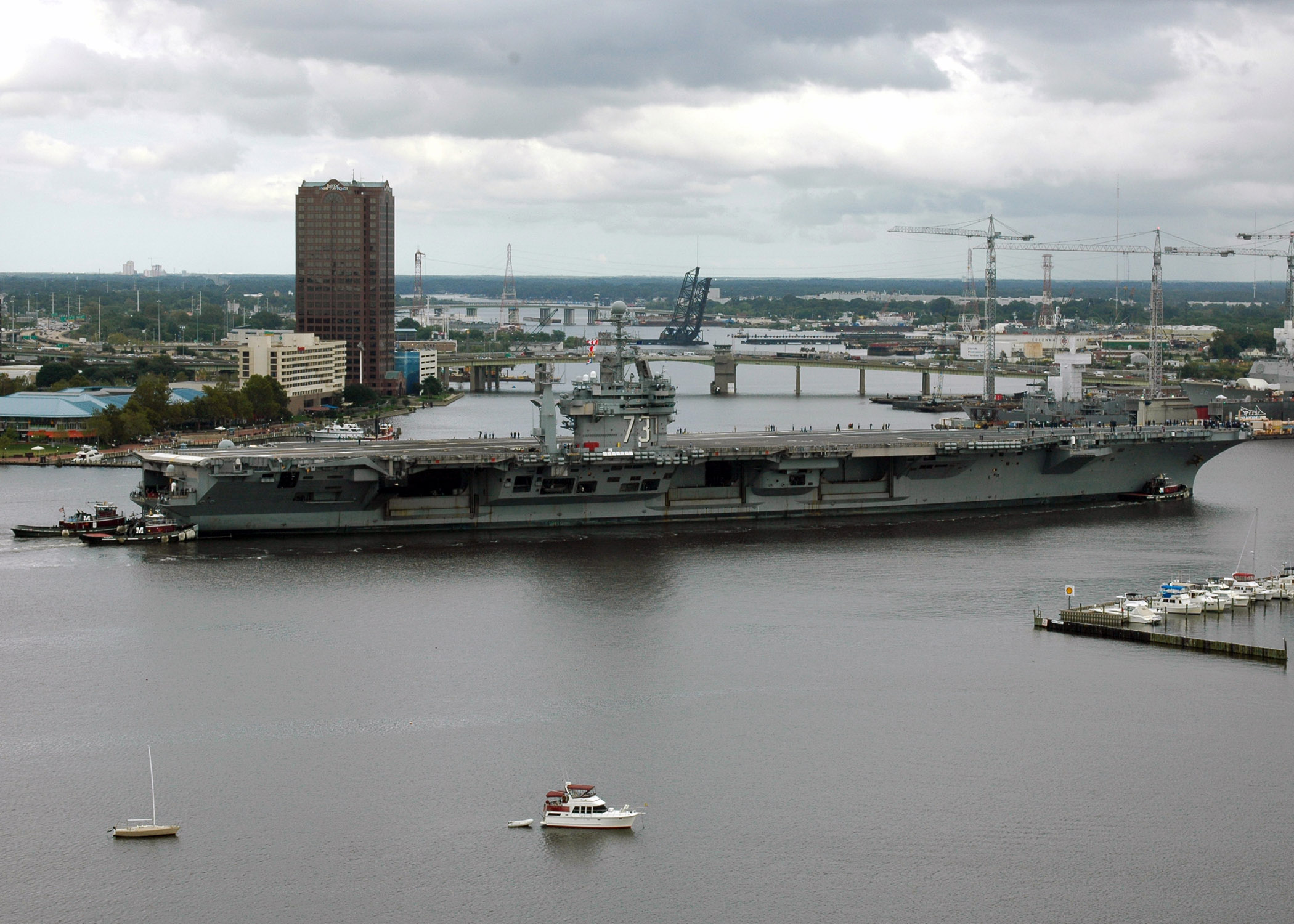
USS George Washington
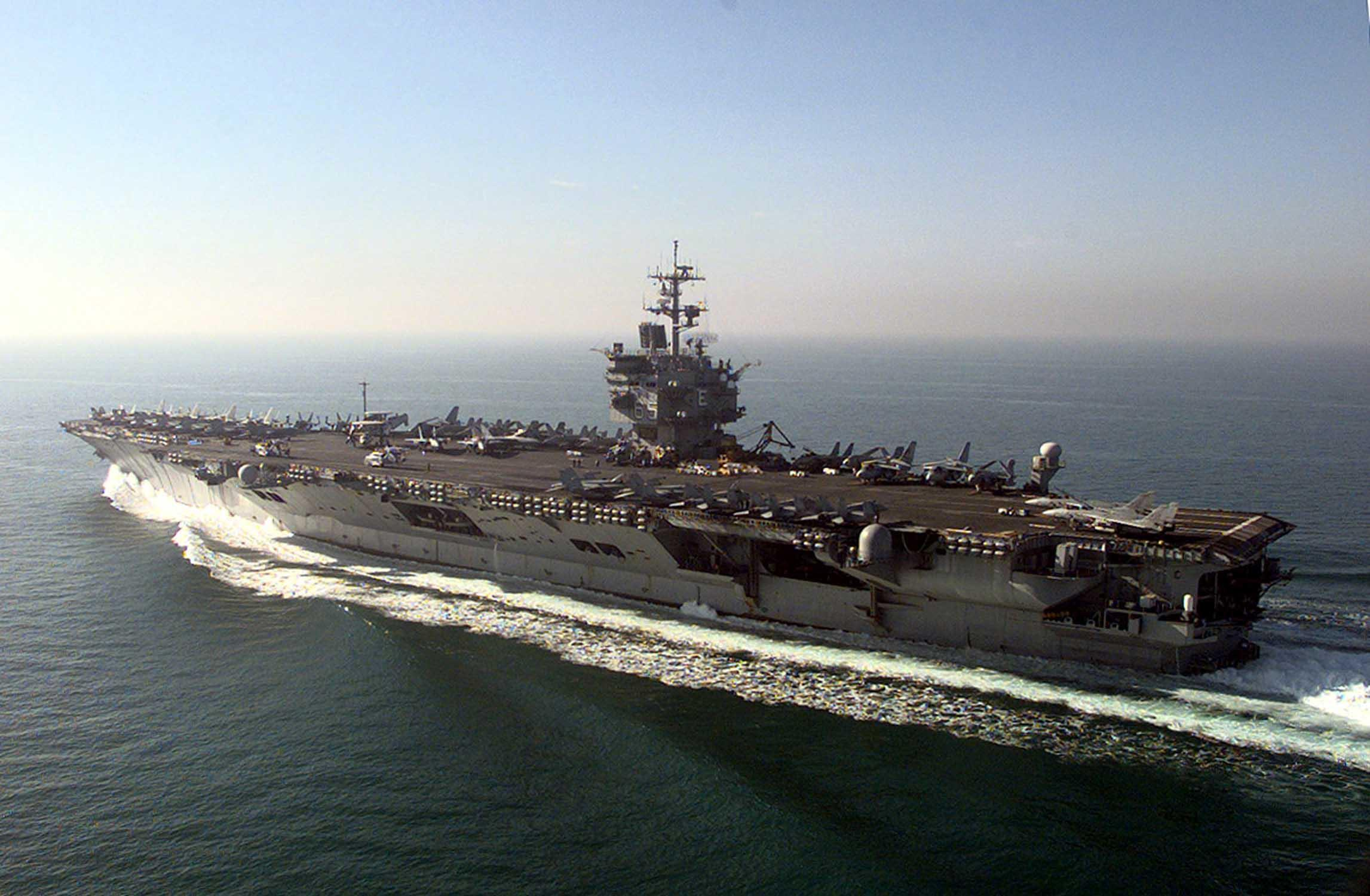
USS Enterprise
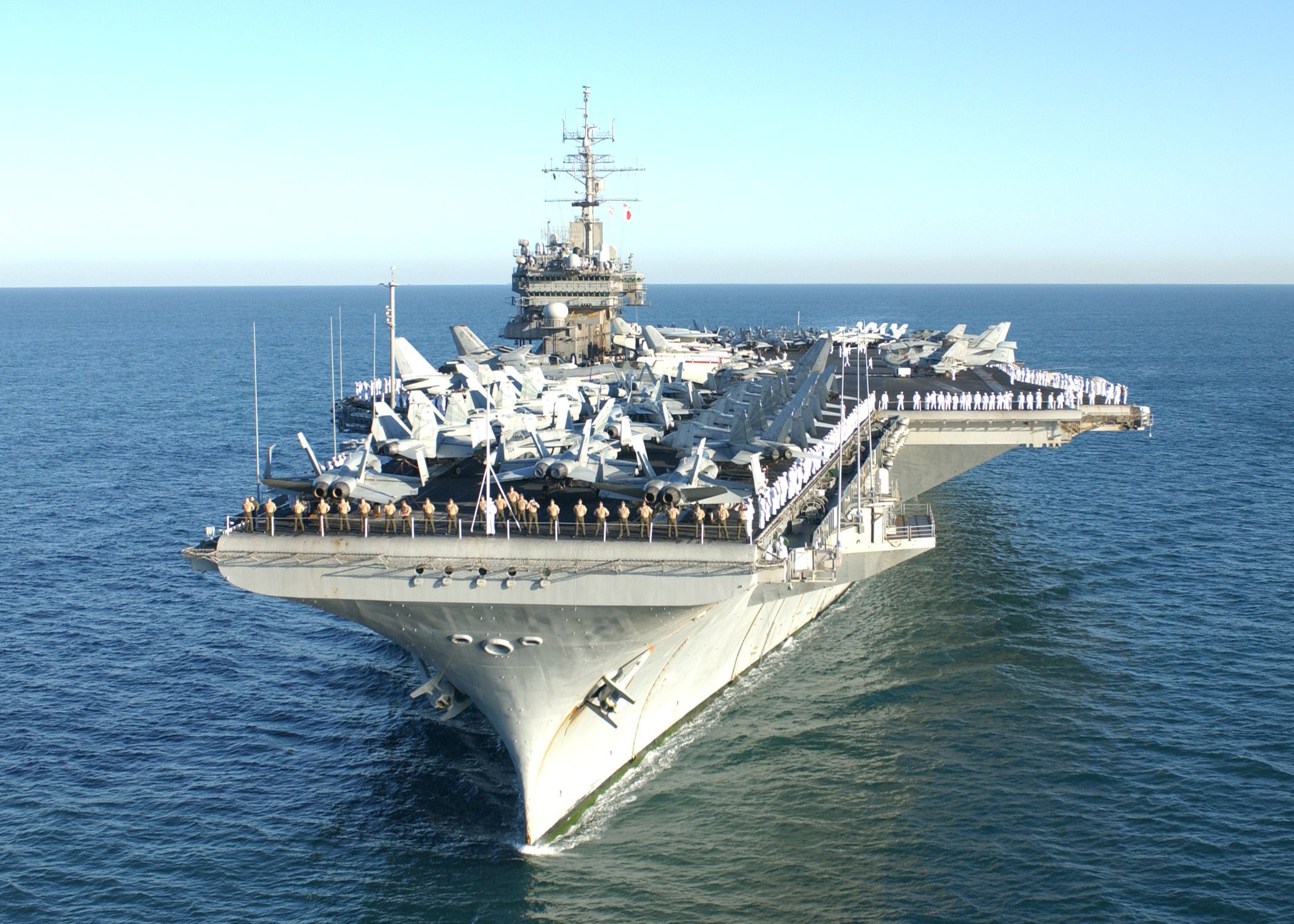
USS Constellation
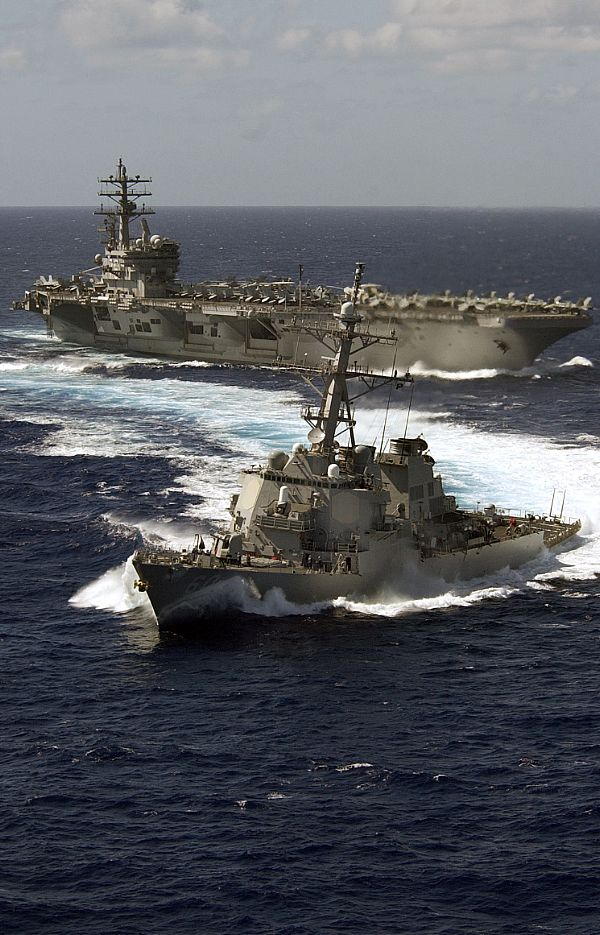
USS Ronald Reagan e USS Paul Hamilton
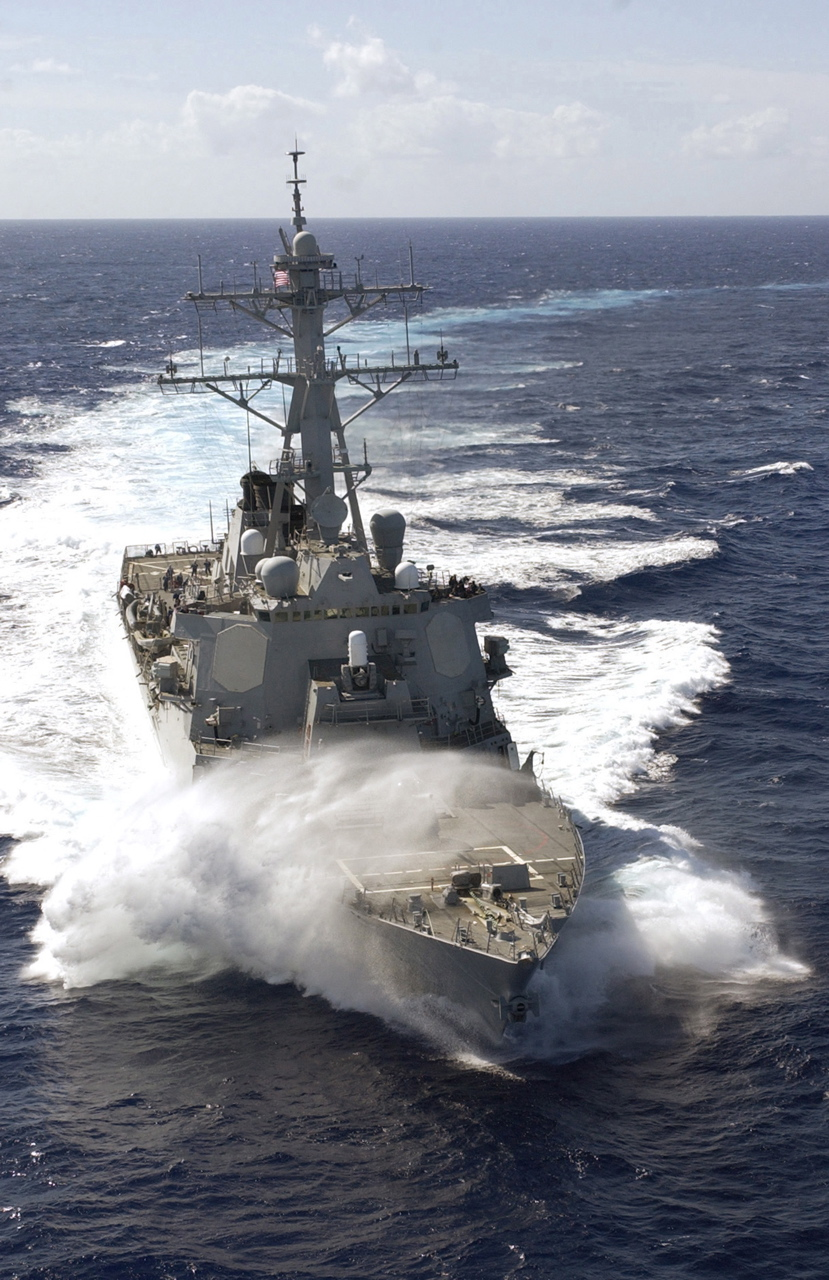
USS Russel
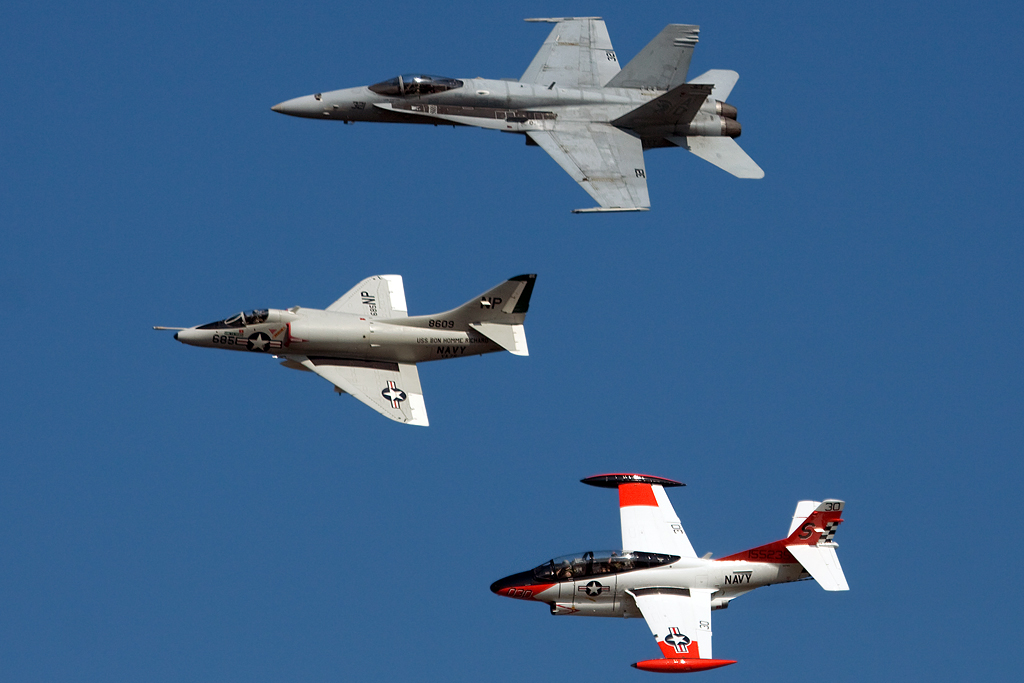
Aviazione navale